# فهرست سیارک‌ها (۱۱۰۰۰۱–۱۱۱۰۰۱)
فهرست سیارک‌ها (۱۱۰۰۰۱ - ۱۱۱۰۰۱) فهرست سیارک‌ها از ۱۱۰۰۰۱ تا ۱۱۱۰۰۱ است.
| نام    | نام انگلیسی | تاریخ کشف       |
| ------ | ----------- | --------------- |
| ۱۱۰۰۰۱ | 2001 SP63   | ۱۷ سپتامبر ۲۰۰۱ |
| ۱۱۰۰۰۲ | 2001 SX63   | ۱۷ سپتامبر ۲۰۰۱ |
| ۱۱۰۰۰۳ | 2001 SE64   | ۱۷ سپتامبر ۲۰۰۱ |
| ۱۱۰۰۰۴ | 2001 SF64   | ۱۷ سپتامبر ۲۰۰۱ |
| ۱۱۰۰۰۵ | 2001 SH64   | ۱۷ سپتامبر ۲۰۰۱ |
| ۱۱۰۰۰۶ | 2001 ST65   | ۱۷ سپتامبر ۲۰۰۱ |
| ۱۱۰۰۰۷ | 2001 SU65   | ۱۷ سپتامبر ۲۰۰۱ |
| ۱۱۰۰۰۸ | 2001 SY65   | ۱۷ سپتامبر ۲۰۰۱ |
| ۱۱۰۰۰۹ | 2001 SW66   | ۱۷ سپتامبر ۲۰۰۱ |
| ۱۱۰۰۱۰ | 2001 SB67   | ۱۷ سپتامبر ۲۰۰۱ |
| ۱۱۰۰۱۱ | 2001 SZ67   | ۱۷ سپتامبر ۲۰۰۱ |
| ۱۱۰۰۱۲ | 2001 SL68   | ۱۷ سپتامبر ۲۰۰۱ |
| ۱۱۰۰۱۳ | 2001 SN68   | ۱۷ سپتامبر ۲۰۰۱ |
| ۱۱۰۰۱۴ | 2001 SR68   | ۱۷ سپتامبر ۲۰۰۱ |
| ۱۱۰۰۱۵ | 2001 SV68   | ۱۷ سپتامبر ۲۰۰۱ |
| ۱۱۰۰۱۶ | 2001 SB69   | ۱۷ سپتامبر ۲۰۰۱ |
| ۱۱۰۰۱۷ | 2001 SS69   | ۱۷ سپتامبر ۲۰۰۱ |
| ۱۱۰۰۱۸ | 2001 SA70   | ۱۷ سپتامبر ۲۰۰۱ |
| ۱۱۰۰۱۹ | 2001 SE70   | ۱۷ سپتامبر ۲۰۰۱ |
| ۱۱۰۰۲۰ | 2001 SM71   | ۱۷ سپتامبر ۲۰۰۱ |
| ۱۱۰۰۲۱ | 2001 SP71   | ۱۷ سپتامبر ۲۰۰۱ |
| ۱۱۰۰۲۲ | 2001 SX71   | ۱۷ سپتامبر ۲۰۰۱ |
| ۱۱۰۰۲۳ | 2001 SH72   | ۱۷ سپتامبر ۲۰۰۱ |
| ۱۱۰۰۲۴ | 2001 SL72   | ۱۷ سپتامبر ۲۰۰۱ |
| ۱۱۰۰۲۵ | 2001 SN72   | ۱۷ سپتامبر ۲۰۰۱ |
| ۱۱۰۰۲۶ | 2001 SH73   | ۱۷ سپتامبر ۲۰۰۱ |
| ۱۱۰۰۲۷ | 2001 SD74   | ۱۹ سپتامبر ۲۰۰۱ |
| ۱۱۰۰۲۸ | 2001 SS74   | ۱۹ سپتامبر ۲۰۰۱ |
| ۱۱۰۰۲۹ | 2001 SG75   | ۱۹ سپتامبر ۲۰۰۱ |
| ۱۱۰۰۳۰ | 2001 SJ75   | ۱۹ سپتامبر ۲۰۰۱ |
| ۱۱۰۰۳۱ | 2001 SX75   | ۱۹ سپتامبر ۲۰۰۱ |
| ۱۱۰۰۳۲ | 2001 SD76   | ۱۹ سپتامبر ۲۰۰۱ |
| ۱۱۰۰۳۳ | 2001 SN76   | ۱۶ سپتامبر ۲۰۰۱ |
| ۱۱۰۰۳۴ | 2001 SS76   | ۱۶ سپتامبر ۲۰۰۱ |
| ۱۱۰۰۳۵ | 2001 SX78   | ۱۹ سپتامبر ۲۰۰۱ |
| ۱۱۰۰۳۶ | 2001 SP79   | ۲۰ سپتامبر ۲۰۰۱ |
| ۱۱۰۰۳۷ | 2001 SA80   | ۲۰ سپتامبر ۲۰۰۱ |
| ۱۱۰۰۳۸ | 2001 SX80   | ۲۰ سپتامبر ۲۰۰۱ |
| ۱۱۰۰۳۹ | 2001 SH81   | ۲۰ سپتامبر ۲۰۰۱ |
| ۱۱۰۰۴۰ | 2001 SY81   | ۲۰ سپتامبر ۲۰۰۱ |
| ۱۱۰۰۴۱ | 2001 SJ82   | ۲۰ سپتامبر ۲۰۰۱ |
| ۱۱۰۰۴۲ | 2001 SL82   | ۲۰ سپتامبر ۲۰۰۱ |
| ۱۱۰۰۴۳ | 2001 SA83   | ۲۰ سپتامبر ۲۰۰۱ |
| ۱۱۰۰۴۴ | 2001 SO83   | ۲۰ سپتامبر ۲۰۰۱ |
| ۱۱۰۰۴۵ | 2001 SD87   | ۲۰ سپتامبر ۲۰۰۱ |
| ۱۱۰۰۴۶ | 2001 SV88   | ۲۰ سپتامبر ۲۰۰۱ |
| ۱۱۰۰۴۷ | 2001 SM90   | ۲۰ سپتامبر ۲۰۰۱ |
| ۱۱۰۰۴۸ | 2001 ST91   | ۲۰ سپتامبر ۲۰۰۱ |
| ۱۱۰۰۴۹ | 2001 SK92   | ۲۰ سپتامبر ۲۰۰۱ |
| ۱۱۰۰۵۰ | 2001 SO94   | ۲۰ سپتامبر ۲۰۰۱ |
| ۱۱۰۰۵۱ | 2001 SE95   | ۲۰ سپتامبر ۲۰۰۱ |
| ۱۱۰۰۵۲ | 2001 SF96   | ۲۰ سپتامبر ۲۰۰۱ |
| ۱۱۰۰۵۳ | 2001 SO96   | ۲۰ سپتامبر ۲۰۰۱ |
| ۱۱۰۰۵۴ | 2001 SH98   | ۲۰ سپتامبر ۲۰۰۱ |
| ۱۱۰۰۵۵ | 2001 SC100  | ۲۰ سپتامبر ۲۰۰۱ |
| ۱۱۰۰۵۶ | 2001 SB103  | ۲۰ سپتامبر ۲۰۰۱ |
| ۱۱۰۰۵۷ | 2001 SZ103  | ۲۰ سپتامبر ۲۰۰۱ |
| ۱۱۰۰۵۸ | 2001 SC106  | ۲۰ سپتامبر ۲۰۰۱ |
| ۱۱۰۰۵۹ | 2001 SK107  | ۲۰ سپتامبر ۲۰۰۱ |
| ۱۱۰۰۶۰ | 2001 SM107  | ۲۰ سپتامبر ۲۰۰۱ |
| ۱۱۰۰۶۱ | 2001 SF108  | ۲۰ سپتامبر ۲۰۰۱ |
| ۱۱۰۰۶۲ | 2001 SG108  | ۲۰ سپتامبر ۲۰۰۱ |
| ۱۱۰۰۶۳ | 2001 SV108  | ۲۰ سپتامبر ۲۰۰۱ |
| ۱۱۰۰۶۴ | 2001 SA109  | ۲۰ سپتامبر ۲۰۰۱ |
| ۱۱۰۰۶۵ | 2001 SU109  | ۲۰ سپتامبر ۲۰۰۱ |
| ۱۱۰۰۶۶ | 2001 SW109  | ۲۰ سپتامبر ۲۰۰۱ |
| ۱۱۰۰۶۷ | 2001 SH110  | ۲۰ سپتامبر ۲۰۰۱ |
| ۱۱۰۰۶۸ | 2001 SR110  | ۲۰ سپتامبر ۲۰۰۱ |
| ۱۱۰۰۶۹ | 2001 SC111  | ۲۰ سپتامبر ۲۰۰۱ |
| ۱۱۰۰۷۰ | 2001 SZ111  | ۲۰ سپتامبر ۲۰۰۱ |
| ۱۱۰۰۷۱ | 2001 SA112  | ۲۰ سپتامبر ۲۰۰۱ |
| ۱۱۰۰۷۲ | 2001 SB112  | ۲۰ سپتامبر ۲۰۰۱ |
| ۱۱۰۰۷۳ | 2001 SM113  | ۲۰ سپتامبر ۲۰۰۱ |
| ۱۱۰۰۷۴ | 2001 SP113  | ۲۰ سپتامبر ۲۰۰۱ |
| ۱۱۰۰۷۵ | 2001 SR113  | ۲۰ سپتامبر ۲۰۰۱ |
| ۱۱۰۰۷۶ | 2001 SW113  | ۲۰ سپتامبر ۲۰۰۱ |
| ۱۱۰۰۷۷ | 2001 SC114  | ۲۰ سپتامبر ۲۰۰۱ |
| ۱۱۰۰۷۸ | 2001 SH114  | ۲۰ سپتامبر ۲۰۰۱ |
| ۱۱۰۰۷۹ | 2001 SR114  | ۲۰ سپتامبر ۲۰۰۱ |
| ۱۱۰۰۸۰ | 2001 SV114  | ۲۰ سپتامبر ۲۰۰۱ |
| ۱۱۰۰۸۱ | 2001 SK115  | ۲۰ سپتامبر ۲۰۰۱ |
| ۱۱۰۰۸۲ | 2001 SN115  | ۱۸ سپتامبر ۲۰۰۱ |
| ۱۱۰۰۸۳ | 2001 SV115  | ۲۰ سپتامبر ۲۰۰۱ |
| ۱۱۰۰۸۴ | 2001 SP116  | ۱۶ سپتامبر ۲۰۰۱ |
| ۱۱۰۰۸۵ | 2001 SE117  | ۱۶ سپتامبر ۲۰۰۱ |
| ۱۱۰۰۸۶ | 2001 ST117  | ۱۶ سپتامبر ۲۰۰۱ |
| ۱۱۰۰۸۷ | 2001 SW117  | ۱۶ سپتامبر ۲۰۰۱ |
| ۱۱۰۰۸۸ | 2001 SG120  | ۱۶ سپتامبر ۲۰۰۱ |
| ۱۱۰۰۸۹ | 2001 ST120  | ۱۶ سپتامبر ۲۰۰۱ |
| ۱۱۰۰۹۰ | 2001 SV120  | ۱۶ سپتامبر ۲۰۰۱ |
| ۱۱۰۰۹۱ | 2001 SW120  | ۱۶ سپتامبر ۲۰۰۱ |
| ۱۱۰۰۹۲ | 2001 SC121  | ۱۶ سپتامبر ۲۰۰۱ |
| ۱۱۰۰۹۳ | 2001 SJ121  | ۱۶ سپتامبر ۲۰۰۱ |
| ۱۱۰۰۹۴ | 2001 SP121  | ۱۶ سپتامبر ۲۰۰۱ |
| ۱۱۰۰۹۵ | 2001 SO122  | ۱۶ سپتامبر ۲۰۰۱ |
| ۱۱۰۰۹۶ | 2001 SW122  | ۱۶ سپتامبر ۲۰۰۱ |
| ۱۱۰۰۹۷ | 2001 SD123  | ۱۶ سپتامبر ۲۰۰۱ |
| ۱۱۰۰۹۸ | 2001 SK124  | ۱۶ سپتامبر ۲۰۰۱ |
| ۱۱۰۰۹۹ | 2001 SY124  | ۱۶ سپتامبر ۲۰۰۱ |
| ۱۱۰۱۰۰ | 2001 SZ124  | ۱۶ سپتامبر ۲۰۰۱ |
| ۱۱۰۱۰۱ | 2001 SG125  | ۱۶ سپتامبر ۲۰۰۱ |
| ۱۱۰۱۰۲ | 2001 SM126  | ۱۶ سپتامبر ۲۰۰۱ |
| ۱۱۰۱۰۳ | 2001 SZ126  | ۱۶ سپتامبر ۲۰۰۱ |
| ۱۱۰۱۰۴ | 2001 SS129  | ۱۶ سپتامبر ۲۰۰۱ |
| ۱۱۰۱۰۵ | 2001 SK131  | ۱۶ سپتامبر ۲۰۰۱ |
| ۱۱۰۱۰۶ | 2001 SO131  | ۱۶ سپتامبر ۲۰۰۱ |
| ۱۱۰۱۰۷ | 2001 SY131  | ۱۶ سپتامبر ۲۰۰۱ |
| ۱۱۰۱۰۸ | 2001 SR132  | ۱۶ سپتامبر ۲۰۰۱ |
| ۱۱۰۱۰۹ | 2001 SC134  | ۱۶ سپتامبر ۲۰۰۱ |
| ۱۱۰۱۱۰ | 2001 SP135  | ۱۶ سپتامبر ۲۰۰۱ |
| ۱۱۰۱۱۱ | 2001 SW135  | ۱۶ سپتامبر ۲۰۰۱ |
| ۱۱۰۱۱۲ | 2001 SA136  | ۱۶ سپتامبر ۲۰۰۱ |
| ۱۱۰۱۱۳ | 2001 SM136  | ۱۶ سپتامبر ۲۰۰۱ |
| ۱۱۰۱۱۴ | 2001 SP136  | ۱۶ سپتامبر ۲۰۰۱ |
| ۱۱۰۱۱۵ | 2001 SQ136  | ۱۶ سپتامبر ۲۰۰۱ |
| ۱۱۰۱۱۶ | 2001 SE138  | ۱۶ سپتامبر ۲۰۰۱ |
| ۱۱۰۱۱۷ | 2001 SK138  | ۱۶ سپتامبر ۲۰۰۱ |
| ۱۱۰۱۱۸ | 2001 SO138  | ۱۶ سپتامبر ۲۰۰۱ |
| ۱۱۰۱۱۹ | 2001 SP138  | ۱۶ سپتامبر ۲۰۰۱ |
| ۱۱۰۱۲۰ | 2001 SQ138  | ۱۶ سپتامبر ۲۰۰۱ |
| ۱۱۰۱۲۱ | 2001 ST138  | ۱۶ سپتامبر ۲۰۰۱ |
| ۱۱۰۱۲۲ | 2001 SD139  | ۱۶ سپتامبر ۲۰۰۱ |
| ۱۱۰۱۲۳ | 2001 SK140  | ۱۶ سپتامبر ۲۰۰۱ |
| ۱۱۰۱۲۴ | 2001 SX140  | ۱۶ سپتامبر ۲۰۰۱ |
| ۱۱۰۱۲۵ | 2001 SF141  | ۱۶ سپتامبر ۲۰۰۱ |
| ۱۱۰۱۲۶ | 2001 SS144  | ۱۶ سپتامبر ۲۰۰۱ |
| ۱۱۰۱۲۷ | 2001 SN145  | ۱۶ سپتامبر ۲۰۰۱ |
| ۱۱۰۱۲۸ | 2001 SP145  | ۱۶ سپتامبر ۲۰۰۱ |
| ۱۱۰۱۲۹ | 2001 SV146  | ۱۶ سپتامبر ۲۰۰۱ |
| ۱۱۰۱۳۰ | 2001 SP147  | ۱۷ سپتامبر ۲۰۰۱ |
| ۱۱۰۱۳۱ | 2001 SX147  | ۱۷ سپتامبر ۲۰۰۱ |
| ۱۱۰۱۳۲ | 2001 SA148  | ۱۷ سپتامبر ۲۰۰۱ |
| ۱۱۰۱۳۳ | 2001 SJ148  | ۱۷ سپتامبر ۲۰۰۱ |
| ۱۱۰۱۳۴ | 2001 SF149  | ۱۷ سپتامبر ۲۰۰۱ |
| ۱۱۰۱۳۵ | 2001 SJ149  | ۱۷ سپتامبر ۲۰۰۱ |
| ۱۱۰۱۳۶ | 2001 SX150  | ۱۷ سپتامبر ۲۰۰۱ |
| ۱۱۰۱۳۷ | 2001 SA151  | ۱۷ سپتامبر ۲۰۰۱ |
| ۱۱۰۱۳۸ | 2001 SB151  | ۱۷ سپتامبر ۲۰۰۱ |
| ۱۱۰۱۳۹ | 2001 SC151  | ۱۷ سپتامبر ۲۰۰۱ |
| ۱۱۰۱۴۰ | 2001 SN151  | ۱۷ سپتامبر ۲۰۰۱ |
| ۱۱۰۱۴۱ | 2001 SP151  | ۱۷ سپتامبر ۲۰۰۱ |
| ۱۱۰۱۴۲ | 2001 SX151  | ۱۷ سپتامبر ۲۰۰۱ |
| ۱۱۰۱۴۳ | 2001 SZ151  | ۱۷ سپتامبر ۲۰۰۱ |
| ۱۱۰۱۴۴ | 2001 SX152  | ۱۷ سپتامبر ۲۰۰۱ |
| ۱۱۰۱۴۵ | 2001 SR153  | ۱۷ سپتامبر ۲۰۰۱ |
| ۱۱۰۱۴۶ | 2001 SO154  | ۱۷ سپتامبر ۲۰۰۱ |
| ۱۱۰۱۴۷ | 2001 SW154  | ۱۷ سپتامبر ۲۰۰۱ |
| ۱۱۰۱۴۸ | 2001 SG155  | ۱۷ سپتامبر ۲۰۰۱ |
| ۱۱۰۱۴۹ | 2001 SP155  | ۱۷ سپتامبر ۲۰۰۱ |
| ۱۱۰۱۵۰ | 2001 ST155  | ۱۷ سپتامبر ۲۰۰۱ |
| ۱۱۰۱۵۱ | 2001 SU156  | ۱۷ سپتامبر ۲۰۰۱ |
| ۱۱۰۱۵۲ | 2001 SA157  | ۱۷ سپتامبر ۲۰۰۱ |
| ۱۱۰۱۵۳ | 2001 SV158  | ۱۷ سپتامبر ۲۰۰۱ |
| ۱۱۰۱۵۴ | 2001 SZ158  | ۱۷ سپتامبر ۲۰۰۱ |
| ۱۱۰۱۵۵ | 2001 SB159  | ۱۷ سپتامبر ۲۰۰۱ |
| ۱۱۰۱۵۶ | 2001 SK159  | ۱۷ سپتامبر ۲۰۰۱ |
| ۱۱۰۱۵۷ | 2001 SQ159  | ۱۷ سپتامبر ۲۰۰۱ |
| ۱۱۰۱۵۸ | 2001 SU159  | ۱۷ سپتامبر ۲۰۰۱ |
| ۱۱۰۱۵۹ | 2001 SF160  | ۱۷ سپتامبر ۲۰۰۱ |
| ۱۱۰۱۶۰ | 2001 SG161  | ۱۷ سپتامبر ۲۰۰۱ |
| ۱۱۰۱۶۱ | 2001 SU161  | ۱۷ سپتامبر ۲۰۰۱ |
| ۱۱۰۱۶۲ | 2001 SF162  | ۱۷ سپتامبر ۲۰۰۱ |
| ۱۱۰۱۶۳ | 2001 SN162  | ۱۷ سپتامبر ۲۰۰۱ |
| ۱۱۰۱۶۴ | 2001 SO164  | ۱۷ سپتامبر ۲۰۰۱ |
| ۱۱۰۱۶۵ | 2001 SD166  | ۱۹ سپتامبر ۲۰۰۱ |
| ۱۱۰۱۶۶ | 2001 SZ166  | ۱۹ سپتامبر ۲۰۰۱ |
| ۱۱۰۱۶۷ | 2001 SD168  | ۱۹ سپتامبر ۲۰۰۱ |
| ۱۱۰۱۶۸ | 2001 SM168  | ۱۹ سپتامبر ۲۰۰۱ |
| ۱۱۰۱۶۹ | 2001 SD169  | ۱۹ سپتامبر ۲۰۰۱ |
| ۱۱۰۱۷۰ | 2001 SP171  | ۱۶ سپتامبر ۲۰۰۱ |
| ۱۱۰۱۷۱ | 2001 SU171  | ۱۶ سپتامبر ۲۰۰۱ |
| ۱۱۰۱۷۲ | 2001 SW171  | ۱۶ سپتامبر ۲۰۰۱ |
| ۱۱۰۱۷۳ | 2001 SF173  | ۱۶ سپتامبر ۲۰۰۱ |
| ۱۱۰۱۷۴ | 2001 SH173  | ۱۶ سپتامبر ۲۰۰۱ |
| ۱۱۰۱۷۵ | 2001 SL173  | ۱۶ سپتامبر ۲۰۰۱ |
| ۱۱۰۱۷۶ | 2001 SS173  | ۱۶ سپتامبر ۲۰۰۱ |
| ۱۱۰۱۷۷ | 2001 SX173  | ۱۶ سپتامبر ۲۰۰۱ |
| ۱۱۰۱۷۸ | 2001 SA174  | ۱۶ سپتامبر ۲۰۰۱ |
| ۱۱۰۱۷۹ | 2001 SF175  | ۱۶ سپتامبر ۲۰۰۱ |
| ۱۱۰۱۸۰ | 2001 SH175  | ۱۶ سپتامبر ۲۰۰۱ |
| ۱۱۰۱۸۱ | 2001 SQ175  | ۱۶ سپتامبر ۲۰۰۱ |
| ۱۱۰۱۸۲ | 2001 SO176  | ۱۶ سپتامبر ۲۰۰۱ |
| ۱۱۰۱۸۳ | 2001 SB177  | ۱۶ سپتامبر ۲۰۰۱ |
| ۱۱۰۱۸۴ | 2001 SH177  | ۱۶ سپتامبر ۲۰۰۱ |
| ۱۱۰۱۸۵ | 2001 SV177  | ۱۶ سپتامبر ۲۰۰۱ |
| ۱۱۰۱۸۶ | 2001 SC178  | ۱۷ سپتامبر ۲۰۰۱ |
| ۱۱۰۱۸۷ | 2001 SE178  | ۱۷ سپتامبر ۲۰۰۱ |
| ۱۱۰۱۸۸ | 2001 ST178  | ۱۷ سپتامبر ۲۰۰۱ |
| ۱۱۰۱۸۹ | 2001 SH179  | ۱۷ سپتامبر ۲۰۰۱ |
| ۱۱۰۱۹۰ | 2001 SJ179  | ۱۷ سپتامبر ۲۰۰۱ |
| ۱۱۰۱۹۱ | 2001 SA187  | ۱۹ سپتامبر ۲۰۰۱ |
| ۱۱۰۱۹۲ | 2001 SN187  | ۱۹ سپتامبر ۲۰۰۱ |
| ۱۱۰۱۹۳ | 2001 SF189  | ۱۹ سپتامبر ۲۰۰۱ |
| ۱۱۰۱۹۴ | 2001 SU190  | ۱۹ سپتامبر ۲۰۰۱ |
| ۱۱۰۱۹۵ | 2001 SJ192  | ۱۹ سپتامبر ۲۰۰۱ |
| ۱۱۰۱۹۶ | 2001 SL194  | ۱۹ سپتامبر ۲۰۰۱ |
| ۱۱۰۱۹۷ | 2001 SQ196  | ۱۹ سپتامبر ۲۰۰۱ |
| ۱۱۰۱۹۸ | 2001 SV196  | ۱۹ سپتامبر ۲۰۰۱ |
| ۱۱۰۱۹۹ | 2001 SX196  | ۱۹ سپتامبر ۲۰۰۱ |
| ۱۱۰۲۰۰ | 2001 SR199  | ۱۹ سپتامبر ۲۰۰۱ |
| ۱۱۰۲۰۱ | 2001 SJ201  | ۱۹ سپتامبر ۲۰۰۱ |
| ۱۱۰۲۰۲ | 2001 SR201  | ۱۹ سپتامبر ۲۰۰۱ |
| ۱۱۰۲۰۳ | 2001 SU203  | ۱۹ سپتامبر ۲۰۰۱ |
| ۱۱۰۲۰۴ | 2001 SH204  | ۱۹ سپتامبر ۲۰۰۱ |
| ۱۱۰۲۰۵ | 2001 SA206  | ۱۹ سپتامبر ۲۰۰۱ |
| ۱۱۰۲۰۶ | 2001 SN207  | ۱۹ سپتامبر ۲۰۰۱ |
| ۱۱۰۲۰۷ | 2001 SO210  | ۱۹ سپتامبر ۲۰۰۱ |
| ۱۱۰۲۰۸ | 2001 SA211  | ۱۹ سپتامبر ۲۰۰۱ |
| ۱۱۰۲۰۹ | 2001 SM212  | ۱۹ سپتامبر ۲۰۰۱ |
| ۱۱۰۲۱۰ | 2001 SB214  | ۱۹ سپتامبر ۲۰۰۱ |
| ۱۱۰۲۱۱ | 2001 SQ214  | ۱۹ سپتامبر ۲۰۰۱ |
| ۱۱۰۲۱۲ | 2001 SR214  | ۱۹ سپتامبر ۲۰۰۱ |
| ۱۱۰۲۱۳ | 2001 SN215  | ۱۹ سپتامبر ۲۰۰۱ |
| ۱۱۰۲۱۴ | 2001 SZ216  | ۱۹ سپتامبر ۲۰۰۱ |
| ۱۱۰۲۱۵ | 2001 SR219  | ۱۹ سپتامبر ۲۰۰۱ |
| ۱۱۰۲۱۶ | 2001 SX219  | ۱۹ سپتامبر ۲۰۰۱ |
| ۱۱۰۲۱۷ | 2001 ST220  | ۱۹ سپتامبر ۲۰۰۱ |
| ۱۱۰۲۱۸ | 2001 SE221  | ۱۹ سپتامبر ۲۰۰۱ |
| ۱۱۰۲۱۹ | 2001 SV221  | ۱۹ سپتامبر ۲۰۰۱ |
| ۱۱۰۲۲۰ | 2001 SX221  | ۱۹ سپتامبر ۲۰۰۱ |
| ۱۱۰۲۲۱ | 2001 SB222  | ۱۹ سپتامبر ۲۰۰۱ |
| ۱۱۰۲۲۲ | 2001 SK223  | ۱۹ سپتامبر ۲۰۰۱ |
| ۱۱۰۲۲۳ | 2001 SL224  | ۱۹ سپتامبر ۲۰۰۱ |
| ۱۱۰۲۲۴ | 2001 SO224  | ۱۹ سپتامبر ۲۰۰۱ |
| ۱۱۰۲۲۵ | 2001 SW224  | ۱۹ سپتامبر ۲۰۰۱ |
| ۱۱۰۲۲۶ | 2001 SF225  | ۱۹ سپتامبر ۲۰۰۱ |
| ۱۱۰۲۲۷ | 2001 SP225  | ۱۹ سپتامبر ۲۰۰۱ |
| ۱۱۰۲۲۸ | 2001 SZ225  | ۱۹ سپتامبر ۲۰۰۱ |
| ۱۱۰۲۲۹ | 2001 SW226  | ۱۹ سپتامبر ۲۰۰۱ |
| ۱۱۰۲۳۰ | 2001 SW227  | ۱۹ سپتامبر ۲۰۰۱ |
| ۱۱۰۲۳۱ | 2001 SJ228  | ۱۹ سپتامبر ۲۰۰۱ |
| ۱۱۰۲۳۲ | 2001 SM228  | ۱۹ سپتامبر ۲۰۰۱ |
| ۱۱۰۲۳۳ | 2001 SE229  | ۱۹ سپتامبر ۲۰۰۱ |
| ۱۱۰۲۳۴ | 2001 SG230  | ۱۹ سپتامبر ۲۰۰۱ |
| ۱۱۰۲۳۵ | 2001 SP230  | ۱۹ سپتامبر ۲۰۰۱ |
| ۱۱۰۲۳۶ | 2001 SQ230  | ۱۹ سپتامبر ۲۰۰۱ |
| ۱۱۰۲۳۷ | 2001 SW230  | ۱۹ سپتامبر ۲۰۰۱ |
| ۱۱۰۲۳۸ | 2001 SC232  | ۱۹ سپتامبر ۲۰۰۱ |
| ۱۱۰۲۳۹ | 2001 SN232  | ۱۹ سپتامبر ۲۰۰۱ |
| ۱۱۰۲۴۰ | 2001 ST232  | ۱۹ سپتامبر ۲۰۰۱ |
| ۱۱۰۲۴۱ | 2001 SW232  | ۱۹ سپتامبر ۲۰۰۱ |
| ۱۱۰۲۴۲ | 2001 SS233  | ۱۹ سپتامبر ۲۰۰۱ |
| ۱۱۰۲۴۳ | 2001 SV233  | ۱۹ سپتامبر ۲۰۰۱ |
| ۱۱۰۲۴۴ | 2001 SZ233  | ۱۹ سپتامبر ۲۰۰۱ |
| ۱۱۰۲۴۵ | 2001 ST234  | ۱۹ سپتامبر ۲۰۰۱ |
| ۱۱۰۲۴۶ | 2001 SJ235  | ۱۹ سپتامبر ۲۰۰۱ |
| ۱۱۰۲۴۷ | 2001 SK235  | ۱۹ سپتامبر ۲۰۰۱ |
| ۱۱۰۲۴۸ | 2001 SU235  | ۱۹ سپتامبر ۲۰۰۱ |
| ۱۱۰۲۴۹ | 2001 SG236  | ۱۹ سپتامبر ۲۰۰۱ |
| ۱۱۰۲۵۰ | 2001 SX236  | ۱۹ سپتامبر ۲۰۰۱ |
| ۱۱۰۲۵۱ | 2001 SB238  | ۱۹ سپتامبر ۲۰۰۱ |
| ۱۱۰۲۵۲ | 2001 SZ238  | ۱۹ سپتامبر ۲۰۰۱ |
| ۱۱۰۲۵۳ | 2001 SK239  | ۱۹ سپتامبر ۲۰۰۱ |
| ۱۱۰۲۵۴ | 2001 ST239  | ۱۹ سپتامبر ۲۰۰۱ |
| ۱۱۰۲۵۵ | 2001 SY239  | ۱۹ سپتامبر ۲۰۰۱ |
| ۱۱۰۲۵۶ | 2001 SM240  | ۱۹ سپتامبر ۲۰۰۱ |
| ۱۱۰۲۵۷ | 2001 SS240  | ۱۹ سپتامبر ۲۰۰۱ |
| ۱۱۰۲۵۸ | 2001 SW241  | ۱۹ سپتامبر ۲۰۰۱ |
| ۱۱۰۲۵۹ | 2001 SN243  | ۱۹ سپتامبر ۲۰۰۱ |
| ۱۱۰۲۶۰ | 2001 SM245  | ۱۹ سپتامبر ۲۰۰۱ |
| ۱۱۰۲۶۱ | 2001 SD246  | ۱۹ سپتامبر ۲۰۰۱ |
| ۱۱۰۲۶۲ | 2001 SH246  | ۱۹ سپتامبر ۲۰۰۱ |
| ۱۱۰۲۶۳ | 2001 SQ247  | ۱۹ سپتامبر ۲۰۰۱ |
| ۱۱۰۲۶۴ | 2001 SH248  | ۱۹ سپتامبر ۲۰۰۱ |
| ۱۱۰۲۶۵ | 2001 SM248  | ۱۹ سپتامبر ۲۰۰۱ |
| ۱۱۰۲۶۶ | 2001 SR248  | ۱۹ سپتامبر ۲۰۰۱ |
| ۱۱۰۲۶۷ | 2001 SU248  | ۱۹ سپتامبر ۲۰۰۱ |
| ۱۱۰۲۶۸ | 2001 SZ248  | ۱۹ سپتامبر ۲۰۰۱ |
| ۱۱۰۲۶۹ | 2001 SD249  | ۱۹ سپتامبر ۲۰۰۱ |
| ۱۱۰۲۷۰ | 2001 SQ249  | ۱۹ سپتامبر ۲۰۰۱ |
| ۱۱۰۲۷۱ | 2001 SD250  | ۱۹ سپتامبر ۲۰۰۱ |
| ۱۱۰۲۷۲ | 2001 SR251  | ۱۹ سپتامبر ۲۰۰۱ |
| ۱۱۰۲۷۳ | 2001 SX251  | ۱۹ سپتامبر ۲۰۰۱ |
| ۱۱۰۲۷۴ | 2001 SD252  | ۱۹ سپتامبر ۲۰۰۱ |
| ۱۱۰۲۷۵ | 2001 SO252  | ۱۹ سپتامبر ۲۰۰۱ |
| ۱۱۰۲۷۶ | 2001 SW252  | ۱۹ سپتامبر ۲۰۰۱ |
| ۱۱۰۲۷۷ | 2001 SK253  | ۱۹ سپتامبر ۲۰۰۱ |
| ۱۱۰۲۷۸ | 2001 SW253  | ۱۹ سپتامبر ۲۰۰۱ |
| ۱۱۰۲۷۹ | 2001 SM254  | ۱۹ سپتامبر ۲۰۰۱ |
| ۱۱۰۲۸۰ | 2001 SS254  | ۱۹ سپتامبر ۲۰۰۱ |
| ۱۱۰۲۸۱ | 2001 SW254  | ۱۹ سپتامبر ۲۰۰۱ |
| ۱۱۰۲۸۲ | 2001 SD257  | ۱۹ سپتامبر ۲۰۰۱ |
| ۱۱۰۲۸۳ | 2001 SO257  | ۱۹ سپتامبر ۲۰۰۱ |
| ۱۱۰۲۸۴ | 2001 SD259  | ۲۰ سپتامبر ۲۰۰۱ |
| ۱۱۰۲۸۵ | 2001 SD260  | ۲۰ سپتامبر ۲۰۰۱ |
| ۱۱۰۲۸۶ | 2001 SA261  | ۲۰ سپتامبر ۲۰۰۱ |
| ۱۱۰۲۸۷ | 2001 SF261  | ۲۰ سپتامبر ۲۰۰۱ |
| ۱۱۰۲۸۸ | Libai       | ۲۳ سپتامبر ۲۰۰۱ |
| ۱۱۰۲۸۹ | Dufu        | ۲۳ سپتامبر ۲۰۰۱ |
| ۱۱۰۲۹۰ | 2001 SN262  | ۲۳ سپتامبر ۲۰۰۱ |
| ۱۱۰۲۹۱ | 2001 SB263  | ۲۵ سپتامبر ۲۰۰۱ |
| ۱۱۰۲۹۲ | 2001 SC265  | ۲۵ سپتامبر ۲۰۰۱ |
| ۱۱۰۲۹۳ | 2001 SE265  | ۲۵ سپتامبر ۲۰۰۱ |
| ۱۱۰۲۹۴ | 2001 SK265  | ۲۵ سپتامبر ۲۰۰۱ |
| ۱۱۰۲۹۵ | 2001 SN265  | ۲۵ سپتامبر ۲۰۰۱ |
| ۱۱۰۲۹۶ | 2001 SR265  | ۲۵ سپتامبر ۲۰۰۱ |
| ۱۱۰۲۹۷ | 2001 SH266  | ۲۵ سپتامبر ۲۰۰۱ |
| ۱۱۰۲۹۸ | 2001 ST266  | ۲۵ سپتامبر ۲۰۰۱ |
| ۱۱۰۲۹۹ | 2001 SW266  | ۲۵ سپتامبر ۲۰۰۱ |
| ۱۱۰۳۰۰ | 2001 SB267  | ۲۵ سپتامبر ۲۰۰۱ |
| ۱۱۰۳۰۱ | 2001 SC270  | ۱۸ سپتامبر ۲۰۰۱ |
| ۱۱۰۳۰۲ | 2001 SM270  | ۲۶ سپتامبر ۲۰۰۱ |
| ۱۱۰۳۰۳ | 2001 SR270  | ۱۶ سپتامبر ۲۰۰۱ |
| ۱۱۰۳۰۴ | 2001 SV270  | ۱۶ سپتامبر ۲۰۰۱ |
| ۱۱۰۳۰۵ | 2001 SP272  | ۲۱ سپتامبر ۲۰۰۱ |
| ۱۱۰۳۰۶ | 2001 SW272  | ۲۶ سپتامبر ۲۰۰۱ |
| ۱۱۰۳۰۷ | 2001 SQ273  | ۱۹ سپتامبر ۲۰۰۱ |
| ۱۱۰۳۰۸ | 2001 SW276  | ۲۱ سپتامبر ۲۰۰۱ |
| ۱۱۰۳۰۹ | 2001 SK277  | ۲۱ سپتامبر ۲۰۰۱ |
| ۱۱۰۳۱۰ | 2001 SX277  | ۲۱ سپتامبر ۲۰۰۱ |
| ۱۱۰۳۱۱ | 2001 SL278  | ۲۱ سپتامبر ۲۰۰۱ |
| ۱۱۰۳۱۲ | 2001 SF279  | ۲۱ سپتامبر ۲۰۰۱ |
| ۱۱۰۳۱۳ | 2001 SG279  | ۲۱ سپتامبر ۲۰۰۱ |
| ۱۱۰۳۱۴ | 2001 SQ279  | ۲۱ سپتامبر ۲۰۰۱ |
| ۱۱۰۳۱۵ | 2001 SR279  | ۲۱ سپتامبر ۲۰۰۱ |
| ۱۱۰۳۱۶ | 2001 SZ279  | ۲۱ سپتامبر ۲۰۰۱ |
| ۱۱۰۳۱۷ | 2001 SE280  | ۲۱ سپتامبر ۲۰۰۱ |
| ۱۱۰۳۱۸ | 2001 SL280  | ۲۱ سپتامبر ۲۰۰۱ |
| ۱۱۰۳۱۹ | 2001 SZ280  | ۲۱ سپتامبر ۲۰۰۱ |
| ۱۱۰۳۲۰ | 2001 SD281  | ۲۱ سپتامبر ۲۰۰۱ |
| ۱۱۰۳۲۱ | 2001 SH281  | ۲۱ سپتامبر ۲۰۰۱ |
| ۱۱۰۳۲۲ | 2001 SR281  | ۲۱ سپتامبر ۲۰۰۱ |
| ۱۱۰۳۲۳ | 2001 SH282  | ۲۷ سپتامبر ۲۰۰۱ |
| ۱۱۰۳۲۴ | 2001 SV282  | ۲۲ سپتامبر ۲۰۰۱ |
| ۱۱۰۳۲۵ | 2001 SZ285  | ۲۸ سپتامبر ۲۰۰۱ |
| ۱۱۰۳۲۶ | 2001 SN286  | ۲۱ سپتامبر ۲۰۰۱ |
| ۱۱۰۳۲۷ | 2001 SP286  | ۲۲ سپتامبر ۲۰۰۱ |
| ۱۱۰۳۲۸ | 2001 SQ286  | ۲۲ سپتامبر ۲۰۰۱ |
| ۱۱۰۳۲۹ | 2001 ST287  | ۲۲ سپتامبر ۲۰۰۱ |
| ۱۱۰۳۳۰ | 2001 SY287  | ۲۷ سپتامبر ۲۰۰۱ |
| ۱۱۰۳۳۱ | 2001 SE289  | ۲۳ سپتامبر ۲۰۰۱ |
| ۱۱۰۳۳۲ | 2001 SP289  | ۲۵ سپتامبر ۲۰۰۱ |
| ۱۱۰۳۳۳ | 2001 SS290  | ۲۵ سپتامبر ۲۰۰۱ |
| ۱۱۰۳۳۴ | 2001 SM291  | ۲۱ سپتامبر ۲۰۰۱ |
| ۱۱۰۳۳۵ | 2001 SN291  | ۱۷ سپتامبر ۲۰۰۱ |
| ۱۱۰۳۳۶ | 2001 SO291  | ۱۷ سپتامبر ۲۰۰۱ |
| ۱۱۰۳۳۷ | 2001 SP291  | ۱۷ سپتامبر ۲۰۰۱ |
| ۱۱۰۳۳۸ | 2001 SW291  | ۱۷ سپتامبر ۲۰۰۱ |
| ۱۱۰۳۳۹ | 2001 SY291  | ۱۷ سپتامبر ۲۰۰۱ |
| ۱۱۰۳۴۰ | 2001 SC292  | ۲۳ سپتامبر ۲۰۰۱ |
| ۱۱۰۳۴۱ | 2001 SD292  | ۲۳ سپتامبر ۲۰۰۱ |
| ۱۱۰۳۴۲ | 2001 SN292  | ۱۶ سپتامبر ۲۰۰۱ |
| ۱۱۰۳۴۳ | 2001 SW292  | ۱۶ سپتامبر ۲۰۰۱ |
| ۱۱۰۳۴۴ | 2001 SG294  | ۲۰ سپتامبر ۲۰۰۱ |
| ۱۱۰۳۴۵ | 2001 SK295  | ۲۰ سپتامبر ۲۰۰۱ |
| ۱۱۰۳۴۶ | 2001 SJ297  | ۲۰ سپتامبر ۲۰۰۱ |
| ۱۱۰۳۴۷ | 2001 SK299  | ۲۰ سپتامبر ۲۰۰۱ |
| ۱۱۰۳۴۸ | 2001 SK306  | ۲۰ سپتامبر ۲۰۰۱ |
| ۱۱۰۳۴۹ | 2001 ST313  | ۲۱ سپتامبر ۲۰۰۱ |
| ۱۱۰۳۵۰ | 2001 SO314  | ۲۳ سپتامبر ۲۰۰۱ |
| ۱۱۰۳۵۱ | 2001 SR314  | ۲۳ سپتامبر ۲۰۰۱ |
| ۱۱۰۳۵۲ | 2001 SY314  | ۲۵ سپتامبر ۲۰۰۱ |
| ۱۱۰۳۵۳ | 2001 SZ314  | ۲۵ سپتامبر ۲۰۰۱ |
| ۱۱۰۳۵۴ | 2001 SO315  | ۲۵ سپتامبر ۲۰۰۱ |
| ۱۱۰۳۵۵ | 2001 SJ316  | ۲۵ سپتامبر ۲۰۰۱ |
| ۱۱۰۳۵۶ | 2001 SM316  | ۲۵ سپتامبر ۲۰۰۱ |
| ۱۱۰۳۵۷ | 2001 SZ316  | ۲۵ سپتامبر ۲۰۰۱ |
| ۱۱۰۳۵۸ | 2001 SA317  | ۲۵ سپتامبر ۲۰۰۱ |
| ۱۱۰۳۵۹ | 2001 SA318  | ۱۹ سپتامبر ۲۰۰۱ |
| ۱۱۰۳۶۰ | 2001 SY322  | ۲۵ سپتامبر ۲۰۰۱ |
| ۱۱۰۳۶۱ | 2001 SF324  | ۲۶ سپتامبر ۲۰۰۱ |
| ۱۱۰۳۶۲ | 2001 SJ324  | ۱۶ سپتامبر ۲۰۰۱ |
| ۱۱۰۳۶۳ | 2001 SH325  | ۱۶ سپتامبر ۲۰۰۱ |
| ۱۱۰۳۶۴ | 2001 SJ325  | ۱۶ سپتامبر ۲۰۰۱ |
| ۱۱۰۳۶۵ | 2001 SR325  | ۱۷ سپتامبر ۲۰۰۱ |
| ۱۱۰۳۶۶ | 2001 SX325  | ۱۷ سپتامبر ۲۰۰۱ |
| ۱۱۰۳۶۷ | 2001 SE327  | ۱۸ سپتامبر ۲۰۰۱ |
| ۱۱۰۳۶۸ | 2001 SH327  | ۱۸ سپتامبر ۲۰۰۱ |
| ۱۱۰۳۶۹ | 2001 SJ327  | ۱۸ سپتامبر ۲۰۰۱ |
| ۱۱۰۳۷۰ | 2001 SM327  | ۱۸ سپتامبر ۲۰۰۱ |
| ۱۱۰۳۷۱ | 2001 SR328  | ۱۹ سپتامبر ۲۰۰۱ |
| ۱۱۰۳۷۲ | 2001 SX328  | ۱۹ سپتامبر ۲۰۰۱ |
| ۱۱۰۳۷۳ | 2001 SM329  | ۱۹ سپتامبر ۲۰۰۱ |
| ۱۱۰۳۷۴ | 2001 SF332  | ۱۹ سپتامبر ۲۰۰۱ |
| ۱۱۰۳۷۵ | 2001 SR334  | ۲۰ سپتامبر ۲۰۰۱ |
| ۱۱۰۳۷۶ | 2001 SS339  | ۲۱ سپتامبر ۲۰۰۱ |
| ۱۱۰۳۷۷ | 2001 SU341  | ۲۱ سپتامبر ۲۰۰۱ |
| ۱۱۰۳۷۸ | 2001 SB343  | ۲۲ سپتامبر ۲۰۰۱ |
| ۱۱۰۳۷۹ | 2001 SC343  | ۲۲ سپتامبر ۲۰۰۱ |
| ۱۱۰۳۸۰ | 2001 SO343  | ۲۲ سپتامبر ۲۰۰۱ |
| ۱۱۰۳۸۱ | 2001 SJ345  | ۲۳ سپتامبر ۲۰۰۱ |
| ۱۱۰۳۸۲ | 2001 SJ348  | ۲۶ سپتامبر ۲۰۰۱ |
| ۱۱۰۳۸۳ | 2001 SO350  | ۲۳ سپتامبر ۲۰۰۱ |
| ۱۱۰۳۸۴ | 2001 TM1    | ۱۱ اکتبر ۲۰۰۱   |
| ۱۱۰۳۸۵ | 2001 TL2    | ۶ اکتبر ۲۰۰۱    |
| ۱۱۰۳۸۶ | 2001 TG3    | ۷ اکتبر ۲۰۰۱    |
| ۱۱۰۳۸۷ | 2001 TQ3    | ۷ اکتبر ۲۰۰۱    |
| ۱۱۰۳۸۸ | 2001 TN4    | ۷ اکتبر ۲۰۰۱    |
| ۱۱۰۳۸۹ | 2001 TD6    | ۱۰ اکتبر ۲۰۰۱   |
| ۱۱۰۳۹۰ | 2001 TE6    | ۱۰ اکتبر ۲۰۰۱   |
| ۱۱۰۳۹۱ | 2001 TS7    | ۱۱ اکتبر ۲۰۰۱   |
| ۱۱۰۳۹۲ | 2001 TA8    | ۱۱ اکتبر ۲۰۰۱   |
| ۱۱۰۳۹۳ | Rammstein   | ۱۱ اکتبر ۲۰۰۱   |
| ۱۱۰۳۹۴ | 2001 TE8    | ۹ اکتبر ۲۰۰۱    |
| ۱۱۰۳۹۵ | 2001 TO8    | ۹ اکتبر ۲۰۰۱    |
| ۱۱۰۳۹۶ | 2001 TK9    | ۱۱ اکتبر ۲۰۰۱   |
| ۱۱۰۳۹۷ | 2001 TO9    | ۱۳ اکتبر ۲۰۰۱   |
| ۱۱۰۳۹۸ | 2001 TU9    | ۱۳ اکتبر ۲۰۰۱   |
| ۱۱۰۳۹۹ | 2001 TR10   | ۱۳ اکتبر ۲۰۰۱   |
| ۱۱۰۴۰۰ | 2001 TW10   | ۱۳ اکتبر ۲۰۰۱   |
| ۱۱۰۴۰۱ | 2001 TW11   | ۱۳ اکتبر ۲۰۰۱   |
| ۱۱۰۴۰۲ | 2001 TL12   | ۱۳ اکتبر ۲۰۰۱   |
| ۱۱۰۴۰۳ | 2001 TX12   | ۱۱ اکتبر ۲۰۰۱   |
| ۱۱۰۴۰۴ | 2001 TR13   | ۱۱ اکتبر ۲۰۰۱   |
| ۱۱۰۴۰۵ | 2001 TS13   | ۱۲ اکتبر ۲۰۰۱   |
| ۱۱۰۴۰۶ | 2001 TJ14   | ۶ اکتبر ۲۰۰۱    |
| ۱۱۰۴۰۷ | 2001 TU14   | ۷ اکتبر ۲۰۰۱    |
| ۱۱۰۴۰۸ | 2001 TJ15   | ۱۳ اکتبر ۲۰۰۱   |
| ۱۱۰۴۰۹ | 2001 TM15   | ۱۱ اکتبر ۲۰۰۱   |
| ۱۱۰۴۱۰ | 2001 TP15   | ۱۱ اکتبر ۲۰۰۱   |
| ۱۱۰۴۱۱ | 2001 TQ15   | ۱۱ اکتبر ۲۰۰۱   |
| ۱۱۰۴۱۲ | 2001 TS15   | ۱۱ اکتبر ۲۰۰۱   |
| ۱۱۰۴۱۳ | 2001 TA16   | ۱۱ اکتبر ۲۰۰۱   |
| ۱۱۰۴۱۴ | 2001 TM16   | ۱۱ اکتبر ۲۰۰۱   |
| ۱۱۰۴۱۵ | 2001 TS17   | ۱۴ اکتبر ۲۰۰۱   |
| ۱۱۰۴۱۶ | 2001 TU18   | ۱۱ اکتبر ۲۰۰۱   |
| ۱۱۰۴۱۷ | 2001 TG19   | ۹ اکتبر ۲۰۰۱    |
| ۱۱۰۴۱۸ | 2001 TK19   | ۹ اکتبر ۲۰۰۱    |
| ۱۱۰۴۱۹ | 2001 TS19   | ۹ اکتبر ۲۰۰۱    |
| ۱۱۰۴۲۰ | 2001 TE20   | ۹ اکتبر ۲۰۰۱    |
| ۱۱۰۴۲۱ | 2001 TM20   | ۹ اکتبر ۲۰۰۱    |
| ۱۱۰۴۲۲ | 2001 TZ20   | ۹ اکتبر ۲۰۰۱    |
| ۱۱۰۴۲۳ | 2001 TJ21   | ۹ اکتبر ۲۰۰۱    |
| ۱۱۰۴۲۴ | 2001 TK21   | ۱۱ اکتبر ۲۰۰۱   |
| ۱۱۰۴۲۵ | 2001 TB24   | ۱۴ اکتبر ۲۰۰۱   |
| ۱۱۰۴۲۶ | 2001 TF24   | ۱۴ اکتبر ۲۰۰۱   |
| ۱۱۰۴۲۷ | 2001 TE25   | ۱۴ اکتبر ۲۰۰۱   |
| ۱۱۰۴۲۸ | 2001 TA26   | ۱۴ اکتبر ۲۰۰۱   |
| ۱۱۰۴۲۹ | 2001 TB26   | ۱۴ اکتبر ۲۰۰۱   |
| ۱۱۰۴۳۰ | 2001 TF26   | ۱۴ اکتبر ۲۰۰۱   |
| ۱۱۰۴۳۱ | 2001 TK26   | ۱۴ اکتبر ۲۰۰۱   |
| ۱۱۰۴۳۲ | 2001 TE27   | ۱۴ اکتبر ۲۰۰۱   |
| ۱۱۰۴۳۳ | 2001 TJ27   | ۱۴ اکتبر ۲۰۰۱   |
| ۱۱۰۴۳۴ | 2001 TK27   | ۱۴ اکتبر ۲۰۰۱   |
| ۱۱۰۴۳۵ | 2001 TD28   | ۱۴ اکتبر ۲۰۰۱   |
| ۱۱۰۴۳۶ | 2001 TR28   | ۱۴ اکتبر ۲۰۰۱   |
| ۱۱۰۴۳۷ | 2001 TD29   | ۱۴ اکتبر ۲۰۰۱   |
| ۱۱۰۴۳۸ | 2001 TG29   | ۱۴ اکتبر ۲۰۰۱   |
| ۱۱۰۴۳۹ | 2001 TW29   | ۱۴ اکتبر ۲۰۰۱   |
| ۱۱۰۴۴۰ | 2001 TA31   | ۱۴ اکتبر ۲۰۰۱   |
| ۱۱۰۴۴۱ | 2001 TP35   | ۱۴ اکتبر ۲۰۰۱   |
| ۱۱۰۴۴۲ | 2001 TQ36   | ۱۴ اکتبر ۲۰۰۱   |
| ۱۱۰۴۴۳ | 2001 TA37   | ۱۴ اکتبر ۲۰۰۱   |
| ۱۱۰۴۴۴ | 2001 TC37   | ۱۴ اکتبر ۲۰۰۱   |
| ۱۱۰۴۴۵ | 2001 TG37   | ۱۴ اکتبر ۲۰۰۱   |
| ۱۱۰۴۴۶ | 2001 TP37   | ۱۴ اکتبر ۲۰۰۱   |
| ۱۱۰۴۴۷ | 2001 TB38   | ۱۴ اکتبر ۲۰۰۱   |
| ۱۱۰۴۴۸ | 2001 TP38   | ۱۴ اکتبر ۲۰۰۱   |
| ۱۱۰۴۴۹ | 2001 TA39   | ۱۴ اکتبر ۲۰۰۱   |
| ۱۱۰۴۵۰ | 2001 TL41   | ۱۴ اکتبر ۲۰۰۱   |
| ۱۱۰۴۵۱ | 2001 TQ41   | ۱۴ اکتبر ۲۰۰۱   |
| ۱۱۰۴۵۲ | 2001 TA42   | ۱۴ اکتبر ۲۰۰۱   |
| ۱۱۰۴۵۳ | 2001 TF42   | ۱۴ اکتبر ۲۰۰۱   |
| ۱۱۰۴۵۴ | 2001 TL42   | ۱۴ اکتبر ۲۰۰۱   |
| ۱۱۰۴۵۵ | 2001 TO42   | ۱۴ اکتبر ۲۰۰۱   |
| ۱۱۰۴۵۶ | 2001 TO44   | ۱۴ اکتبر ۲۰۰۱   |
| ۱۱۰۴۵۷ | 2001 TT45   | ۱۳ اکتبر ۲۰۰۱   |
| ۱۱۰۴۵۸ | 2001 TM46   | ۱۵ اکتبر ۲۰۰۱   |
| ۱۱۰۴۵۹ | 2001 TX46   | ۱۵ اکتبر ۲۰۰۱   |
| ۱۱۰۴۶۰ | 2001 TZ46   | ۱۵ اکتبر ۲۰۰۱   |
| ۱۱۰۴۶۱ | 2001 TD47   | ۱۵ اکتبر ۲۰۰۱   |
| ۱۱۰۴۶۲ | 2001 TC49   | ۱۴ اکتبر ۲۰۰۱   |
| ۱۱۰۴۶۳ | 2001 TE50   | ۱۳ اکتبر ۲۰۰۱   |
| ۱۱۰۴۶۴ | 2001 TH50   | ۱۳ اکتبر ۲۰۰۱   |
| ۱۱۰۴۶۵ | 2001 TT51   | ۱۳ اکتبر ۲۰۰۱   |
| ۱۱۰۴۶۶ | 2001 TZ51   | ۱۳ اکتبر ۲۰۰۱   |
| ۱۱۰۴۶۷ | 2001 TH52   | ۱۳ اکتبر ۲۰۰۱   |
| ۱۱۰۴۶۸ | 2001 TH53   | ۱۳ اکتبر ۲۰۰۱   |
| ۱۱۰۴۶۹ | 2001 TG54   | ۱۴ اکتبر ۲۰۰۱   |
| ۱۱۰۴۷۰ | 2001 TJ54   | ۱۴ اکتبر ۲۰۰۱   |
| ۱۱۰۴۷۱ | 2001 TH55   | ۱۴ اکتبر ۲۰۰۱   |
| ۱۱۰۴۷۲ | 2001 TK55   | ۱۴ اکتبر ۲۰۰۱   |
| ۱۱۰۴۷۳ | 2001 TY55   | ۱۵ اکتبر ۲۰۰۱   |
| ۱۱۰۴۷۴ | 2001 TA56   | ۱۵ اکتبر ۲۰۰۱   |
| ۱۱۰۴۷۵ | 2001 TD56   | ۱۵ اکتبر ۲۰۰۱   |
| ۱۱۰۴۷۶ | 2001 TJ56   | ۱۵ اکتبر ۲۰۰۱   |
| ۱۱۰۴۷۷ | 2001 TM56   | ۱۵ اکتبر ۲۰۰۱   |
| ۱۱۰۴۷۸ | 2001 TT57   | ۱۳ اکتبر ۲۰۰۱   |
| ۱۱۰۴۷۹ | 2001 TL58   | ۱۳ اکتبر ۲۰۰۱   |
| ۱۱۰۴۸۰ | 2001 TO58   | ۱۳ اکتبر ۲۰۰۱   |
| ۱۱۰۴۸۱ | 2001 TR58   | ۱۳ اکتبر ۲۰۰۱   |
| ۱۱۰۴۸۲ | 2001 TG59   | ۱۳ اکتبر ۲۰۰۱   |
| ۱۱۰۴۸۳ | 2001 TU59   | ۱۳ اکتبر ۲۰۰۱   |
| ۱۱۰۴۸۴ | 2001 TP60   | ۱۳ اکتبر ۲۰۰۱   |
| ۱۱۰۴۸۵ | 2001 TZ60   | ۱۳ اکتبر ۲۰۰۱   |
| ۱۱۰۴۸۶ | 2001 TC61   | ۱۳ اکتبر ۲۰۰۱   |
| ۱۱۰۴۸۷ | 2001 TW61   | ۱۳ اکتبر ۲۰۰۱   |
| ۱۱۰۴۸۸ | 2001 TX61   | ۱۳ اکتبر ۲۰۰۱   |
| ۱۱۰۴۸۹ | 2001 TO62   | ۱۳ اکتبر ۲۰۰۱   |
| ۱۱۰۴۹۰ | 2001 TZ62   | ۱۳ اکتبر ۲۰۰۱   |
| ۱۱۰۴۹۱ | 2001 TD63   | ۱۳ اکتبر ۲۰۰۱   |
| ۱۱۰۴۹۲ | 2001 TE63   | ۱۳ اکتبر ۲۰۰۱   |
| ۱۱۰۴۹۳ | 2001 TX63   | ۱۳ اکتبر ۲۰۰۱   |
| ۱۱۰۴۹۴ | 2001 TZ63   | ۱۳ اکتبر ۲۰۰۱   |
| ۱۱۰۴۹۵ | 2001 TB64   | ۱۳ اکتبر ۲۰۰۱   |
| ۱۱۰۴۹۶ | 2001 TL64   | ۱۳ اکتبر ۲۰۰۱   |
| ۱۱۰۴۹۷ | 2001 TP64   | ۱۳ اکتبر ۲۰۰۱   |
| ۱۱۰۴۹۸ | 2001 TG65   | ۱۳ اکتبر ۲۰۰۱   |
| ۱۱۰۴۹۹ | 2001 TN65   | ۱۳ اکتبر ۲۰۰۱   |
| ۱۱۰۵۰۰ | 2001 TT65   | ۱۳ اکتبر ۲۰۰۱   |
| ۱۱۰۵۰۱ | 2001 TW68   | ۱۳ اکتبر ۲۰۰۱   |
| ۱۱۰۵۰۲ | 2001 TN70   | ۱۳ اکتبر ۲۰۰۱   |
| ۱۱۰۵۰۳ | 2001 TT70   | ۱۳ اکتبر ۲۰۰۱   |
| ۱۱۰۵۰۴ | 2001 TJ71   | ۱۳ اکتبر ۲۰۰۱   |
| ۱۱۰۵۰۵ | 2001 TP71   | ۱۳ اکتبر ۲۰۰۱   |
| ۱۱۰۵۰۶ | 2001 TZ71   | ۱۳ اکتبر ۲۰۰۱   |
| ۱۱۰۵۰۷ | 2001 TK72   | ۱۳ اکتبر ۲۰۰۱   |
| ۱۱۰۵۰۸ | 2001 TR73   | ۱۳ اکتبر ۲۰۰۱   |
| ۱۱۰۵۰۹ | 2001 TW74   | ۱۳ اکتبر ۲۰۰۱   |
| ۱۱۰۵۱۰ | 2001 TE75   | ۱۳ اکتبر ۲۰۰۱   |
| ۱۱۰۵۱۱ | 2001 TO75   | ۱۳ اکتبر ۲۰۰۱   |
| ۱۱۰۵۱۲ | 2001 TU75   | ۱۳ اکتبر ۲۰۰۱   |
| ۱۱۰۵۱۳ | 2001 TW75   | ۱۳ اکتبر ۲۰۰۱   |
| ۱۱۰۵۱۴ | 2001 TD77   | ۱۳ اکتبر ۲۰۰۱   |
| ۱۱۰۵۱۵ | 2001 TN77   | ۱۳ اکتبر ۲۰۰۱   |
| ۱۱۰۵۱۶ | 2001 TX77   | ۱۳ اکتبر ۲۰۰۱   |
| ۱۱۰۵۱۷ | 2001 TX78   | ۱۳ اکتبر ۲۰۰۱   |
| ۱۱۰۵۱۸ | 2001 TY78   | ۱۳ اکتبر ۲۰۰۱   |
| ۱۱۰۵۱۹ | 2001 TJ79   | ۱۳ اکتبر ۲۰۰۱   |
| ۱۱۰۵۲۰ | 2001 TL79   | ۱۳ اکتبر ۲۰۰۱   |
| ۱۱۰۵۲۱ | 2001 TN80   | ۱۳ اکتبر ۲۰۰۱   |
| ۱۱۰۵۲۲ | 2001 TS80   | ۱۳ اکتبر ۲۰۰۱   |
| ۱۱۰۵۲۳ | 2001 TD82   | ۱۴ اکتبر ۲۰۰۱   |
| ۱۱۰۵۲۴ | 2001 TL83   | ۱۴ اکتبر ۲۰۰۱   |
| ۱۱۰۵۲۵ | 2001 TW83   | ۱۴ اکتبر ۲۰۰۱   |
| ۱۱۰۵۲۶ | 2001 TZ83   | ۱۴ اکتبر ۲۰۰۱   |
| ۱۱۰۵۲۷ | 2001 TE85   | ۱۴ اکتبر ۲۰۰۱   |
| ۱۱۰۵۲۸ | 2001 TE86   | ۱۴ اکتبر ۲۰۰۱   |
| ۱۱۰۵۲۹ | 2001 TY86   | ۱۴ اکتبر ۲۰۰۱   |
| ۱۱۰۵۳۰ | 2001 TA87   | ۱۴ اکتبر ۲۰۰۱   |
| ۱۱۰۵۳۱ | 2001 TK87   | ۱۴ اکتبر ۲۰۰۱   |
| ۱۱۰۵۳۲ | 2001 TU87   | ۱۴ اکتبر ۲۰۰۱   |
| ۱۱۰۵۳۳ | 2001 TW88   | ۱۴ اکتبر ۲۰۰۱   |
| ۱۱۰۵۳۴ | 2001 TK89   | ۱۴ اکتبر ۲۰۰۱   |
| ۱۱۰۵۳۵ | 2001 TW90   | ۱۴ اکتبر ۲۰۰۱   |
| ۱۱۰۵۳۶ | 2001 TB91   | ۱۴ اکتبر ۲۰۰۱   |
| ۱۱۰۵۳۷ | 2001 TT93   | ۱۴ اکتبر ۲۰۰۱   |
| ۱۱۰۵۳۸ | 2001 TW94   | ۱۴ اکتبر ۲۰۰۱   |
| ۱۱۰۵۳۹ | 2001 TE95   | ۱۴ اکتبر ۲۰۰۱   |
| ۱۱۰۵۴۰ | 2001 TO95   | ۱۴ اکتبر ۲۰۰۱   |
| ۱۱۰۵۴۱ | 2001 TE96   | ۱۴ اکتبر ۲۰۰۱   |
| ۱۱۰۵۴۲ | 2001 TH96   | ۱۴ اکتبر ۲۰۰۱   |
| ۱۱۰۵۴۳ | 2001 TT96   | ۱۴ اکتبر ۲۰۰۱   |
| ۱۱۰۵۴۴ | 2001 TX96   | ۱۴ اکتبر ۲۰۰۱   |
| ۱۱۰۵۴۵ | 2001 TH97   | ۱۴ اکتبر ۲۰۰۱   |
| ۱۱۰۵۴۶ | 2001 TG98   | ۱۴ اکتبر ۲۰۰۱   |
| ۱۱۰۵۴۷ | 2001 TX100  | ۱۴ اکتبر ۲۰۰۱   |
| ۱۱۰۵۴۸ | 2001 TZ100  | ۱۴ اکتبر ۲۰۰۱   |
| ۱۱۰۵۴۹ | 2001 TC101  | ۱۴ اکتبر ۲۰۰۱   |
| ۱۱۰۵۵۰ | 2001 TY102  | ۱۵ اکتبر ۲۰۰۱   |
| ۱۱۰۵۵۱ | 2001 TZ102  | ۱۵ اکتبر ۲۰۰۱   |
| ۱۱۰۵۵۲ | 2001 TE103  | ۱۵ اکتبر ۲۰۰۱   |
| ۱۱۰۵۵۳ | 2001 TU103  | ۱۴ اکتبر ۲۰۰۱   |
| ۱۱۰۵۵۴ | 2001 TD104  | ۱۵ اکتبر ۲۰۰۱   |
| ۱۱۰۵۵۵ | 2001 TX105  | ۱۳ اکتبر ۲۰۰۱   |
| ۱۱۰۵۵۶ | 2001 TU106  | ۱۳ اکتبر ۲۰۰۱   |
| ۱۱۰۵۵۷ | 2001 TV106  | ۱۳ اکتبر ۲۰۰۱   |
| ۱۱۰۵۵۸ | 2001 TX106  | ۱۳ اکتبر ۲۰۰۱   |
| ۱۱۰۵۵۹ | 2001 TC107  | ۱۳ اکتبر ۲۰۰۱   |
| ۱۱۰۵۶۰ | 2001 TT107  | ۱۳ اکتبر ۲۰۰۱   |
| ۱۱۰۵۶۱ | 2001 TA108  | ۱۳ اکتبر ۲۰۰۱   |
| ۱۱۰۵۶۲ | 2001 TH108  | ۱۴ اکتبر ۲۰۰۱   |
| ۱۱۰۵۶۳ | 2001 TQ109  | ۱۴ اکتبر ۲۰۰۱   |
| ۱۱۰۵۶۴ | 2001 TY110  | ۱۴ اکتبر ۲۰۰۱   |
| ۱۱۰۵۶۵ | 2001 TH112  | ۱۴ اکتبر ۲۰۰۱   |
| ۱۱۰۵۶۶ | 2001 TQ112  | ۱۴ اکتبر ۲۰۰۱   |
| ۱۱۰۵۶۷ | 2001 TW112  | ۱۴ اکتبر ۲۰۰۱   |
| ۱۱۰۵۶۸ | 2001 TZ113  | ۱۴ اکتبر ۲۰۰۱   |
| ۱۱۰۵۶۹ | 2001 TS114  | ۱۴ اکتبر ۲۰۰۱   |
| ۱۱۰۵۷۰ | 2001 TV114  | ۱۴ اکتبر ۲۰۰۱   |
| ۱۱۰۵۷۱ | 2001 TF115  | ۱۴ اکتبر ۲۰۰۱   |
| ۱۱۰۵۷۲ | 2001 TH115  | ۱۴ اکتبر ۲۰۰۱   |
| ۱۱۰۵۷۳ | 2001 TQ115  | ۱۴ اکتبر ۲۰۰۱   |
| ۱۱۰۵۷۴ | 2001 TJ116  | ۱۴ اکتبر ۲۰۰۱   |
| ۱۱۰۵۷۵ | 2001 TS116  | ۱۴ اکتبر ۲۰۰۱   |
| ۱۱۰۵۷۶ | 2001 TX116  | ۱۴ اکتبر ۲۰۰۱   |
| ۱۱۰۵۷۷ | 2001 TB117  | ۱۴ اکتبر ۲۰۰۱   |
| ۱۱۰۵۷۸ | 2001 TJ117  | ۱۴ اکتبر ۲۰۰۱   |
| ۱۱۰۵۷۹ | 2001 TC119  | ۱۵ اکتبر ۲۰۰۱   |
| ۱۱۰۵۸۰ | 2001 TQ119  | ۱۵ اکتبر ۲۰۰۱   |
| ۱۱۰۵۸۱ | 2001 TS119  | ۱۵ اکتبر ۲۰۰۱   |
| ۱۱۰۵۸۲ | 2001 TX119  | ۱۵ اکتبر ۲۰۰۱   |
| ۱۱۰۵۸۳ | 2001 TY119  | ۱۵ اکتبر ۲۰۰۱   |
| ۱۱۰۵۸۴ | 2001 TC120  | ۱۵ اکتبر ۲۰۰۱   |
| ۱۱۰۵۸۵ | 2001 TZ121  | ۱۵ اکتبر ۲۰۰۱   |
| ۱۱۰۵۸۶ | 2001 TN122  | ۱۵ اکتبر ۲۰۰۱   |
| ۱۱۰۵۸۷ | 2001 TT122  | ۱۵ اکتبر ۲۰۰۱   |
| ۱۱۰۵۸۸ | 2001 TW123  | ۱۲ اکتبر ۲۰۰۱   |
| ۱۱۰۵۸۹ | 2001 TG124  | ۱۲ اکتبر ۲۰۰۱   |
| ۱۱۰۵۹۰ | 2001 TF125  | ۱۲ اکتبر ۲۰۰۱   |
| ۱۱۰۵۹۱ | 2001 TN125  | ۱۲ اکتبر ۲۰۰۱   |
| ۱۱۰۵۹۲ | 2001 TU125  | ۱۲ اکتبر ۲۰۰۱   |
| ۱۱۰۵۹۳ | 2001 TD128  | ۱۰ اکتبر ۲۰۰۱   |
| ۱۱۰۵۹۴ | 2001 TQ128  | ۱۳ اکتبر ۲۰۰۱   |
| ۱۱۰۵۹۵ | 2001 TZ130  | ۱۰ اکتبر ۲۰۰۱   |
| ۱۱۰۵۹۶ | 2001 TV131  | ۱۱ اکتبر ۲۰۰۱   |
| ۱۱۰۵۹۷ | 2001 TD132  | ۱۱ اکتبر ۲۰۰۱   |
| ۱۱۰۵۹۸ | 2001 TC133  | ۱۲ اکتبر ۲۰۰۱   |
| ۱۱۰۵۹۹ | 2001 TX133  | ۱۲ اکتبر ۲۰۰۱   |
| ۱۱۰۶۰۰ | 2001 TH134  | ۱۲ اکتبر ۲۰۰۱   |
| ۱۱۰۶۰۱ | 2001 TJ134  | ۱۲ اکتبر ۲۰۰۱   |
| ۱۱۰۶۰۲ | 2001 TC135  | ۱۳ اکتبر ۲۰۰۱   |
| ۱۱۰۶۰۳ | 2001 TN135  | ۱۳ اکتبر ۲۰۰۱   |
| ۱۱۰۶۰۴ | 2001 TO136  | ۱۴ اکتبر ۲۰۰۱   |
| ۱۱۰۶۰۵ | 2001 TV136  | ۱۴ اکتبر ۲۰۰۱   |
| ۱۱۰۶۰۶ | 2001 TX136  | ۱۴ اکتبر ۲۰۰۱   |
| ۱۱۰۶۰۷ | 2001 TT137  | ۱۴ اکتبر ۲۰۰۱   |
| ۱۱۰۶۰۸ | 2001 TA138  | ۱۴ اکتبر ۲۰۰۱   |
| ۱۱۰۶۰۹ | 2001 TB138  | ۱۴ اکتبر ۲۰۰۱   |
| ۱۱۰۶۱۰ | 2001 TD138  | ۱۰ اکتبر ۲۰۰۱   |
| ۱۱۰۶۱۱ | 2001 TH139  | ۱۰ اکتبر ۲۰۰۱   |
| ۱۱۰۶۱۲ | 2001 TA142  | ۱۰ اکتبر ۲۰۰۱   |
| ۱۱۰۶۱۳ | 2001 TN143  | ۱۰ اکتبر ۲۰۰۱   |
| ۱۱۰۶۱۴ | 2001 TH144  | ۱۰ اکتبر ۲۰۰۱   |
| ۱۱۰۶۱۵ | 2001 TQ144  | ۱۰ اکتبر ۲۰۰۱   |
| ۱۱۰۶۱۶ | 2001 TF145  | ۱۰ اکتبر ۲۰۰۱   |
| ۱۱۰۶۱۷ | 2001 TD147  | ۱۰ اکتبر ۲۰۰۱   |
| ۱۱۰۶۱۸ | 2001 TC149  | ۱۰ اکتبر ۲۰۰۱   |
| ۱۱۰۶۱۹ | 2001 TL149  | ۱۰ اکتبر ۲۰۰۱   |
| ۱۱۰۶۲۰ | 2001 TA151  | ۱۰ اکتبر ۲۰۰۱   |
| ۱۱۰۶۲۱ | 2001 TE151  | ۱۰ اکتبر ۲۰۰۱   |
| ۱۱۰۶۲۲ | 2001 TJ151  | ۱۰ اکتبر ۲۰۰۱   |
| ۱۱۰۶۲۳ | 2001 TY153  | ۱۴ اکتبر ۲۰۰۱   |
| ۱۱۰۶۲۴ | 2001 TH154  | ۱۵ اکتبر ۲۰۰۱   |
| ۱۱۰۶۲۵ | 2001 TL155  | ۱۳ اکتبر ۲۰۰۱   |
| ۱۱۰۶۲۶ | 2001 TX158  | ۱۱ اکتبر ۲۰۰۱   |
| ۱۱۰۶۲۷ | 2001 TP160  | ۱۵ اکتبر ۲۰۰۱   |
| ۱۱۰۶۲۸ | 2001 TU163  | ۱۱ اکتبر ۲۰۰۱   |
| ۱۱۰۶۲۹ | 2001 TM164  | ۱۱ اکتبر ۲۰۰۱   |
| ۱۱۰۶۳۰ | 2001 TJ165  | ۱۵ اکتبر ۲۰۰۱   |
| ۱۱۰۶۳۱ | 2001 TK165  | ۱۵ اکتبر ۲۰۰۱   |
| ۱۱۰۶۳۲ | 2001 TP165  | ۱۴ اکتبر ۲۰۰۱   |
| ۱۱۰۶۳۳ | 2001 TU165  | ۱۴ اکتبر ۲۰۰۱   |
| ۱۱۰۶۳۴ | 2001 TY165  | ۱۴ اکتبر ۲۰۰۱   |
| ۱۱۰۶۳۵ | 2001 TM166  | ۱۵ اکتبر ۲۰۰۱   |
| ۱۱۰۶۳۶ | 2001 TO166  | ۱۵ اکتبر ۲۰۰۱   |
| ۱۱۰۶۳۷ | 2001 TX166  | ۱۵ اکتبر ۲۰۰۱   |
| ۱۱۰۶۳۸ | 2001 TA167  | ۱۵ اکتبر ۲۰۰۱   |
| ۱۱۰۶۳۹ | 2001 TP167  | ۱۵ اکتبر ۲۰۰۱   |
| ۱۱۰۶۴۰ | 2001 TT167  | ۱۵ اکتبر ۲۰۰۱   |
| ۱۱۰۶۴۱ | 2001 TY167  | ۱۵ اکتبر ۲۰۰۱   |
| ۱۱۰۶۴۲ | 2001 TD168  | ۱۵ اکتبر ۲۰۰۱   |
| ۱۱۰۶۴۳ | 2001 TN168  | ۱۵ اکتبر ۲۰۰۱   |
| ۱۱۰۶۴۴ | 2001 TS168  | ۱۵ اکتبر ۲۰۰۱   |
| ۱۱۰۶۴۵ | 2001 TU168  | ۱۵ اکتبر ۲۰۰۱   |
| ۱۱۰۶۴۶ | 2001 TC169  | ۱۵ اکتبر ۲۰۰۱   |
| ۱۱۰۶۴۷ | 2001 TD169  | ۱۵ اکتبر ۲۰۰۱   |
| ۱۱۰۶۴۸ | 2001 TF169  | ۱۵ اکتبر ۲۰۰۱   |
| ۱۱۰۶۴۹ | 2001 TK169  | ۱۵ اکتبر ۲۰۰۱   |
| ۱۱۰۶۵۰ | 2001 TG170  | ۱۵ اکتبر ۲۰۰۱   |
| ۱۱۰۶۵۱ | 2001 TO170  | ۱۳ اکتبر ۲۰۰۱   |
| ۱۱۰۶۵۲ | 2001 TO171  | ۱۵ اکتبر ۲۰۰۱   |
| ۱۱۰۶۵۳ | 2001 TZ171  | ۱۴ اکتبر ۲۰۰۱   |
| ۱۱۰۶۵۴ | 2001 TL172  | ۱۳ اکتبر ۲۰۰۱   |
| ۱۱۰۶۵۵ | 2001 TB173  | ۱۳ اکتبر ۲۰۰۱   |
| ۱۱۰۶۵۶ | 2001 TG173  | ۱۳ اکتبر ۲۰۰۱   |
| ۱۱۰۶۵۷ | 2001 TC174  | ۱۴ اکتبر ۲۰۰۱   |
| ۱۱۰۶۵۸ | 2001 TH176  | ۱۴ اکتبر ۲۰۰۱   |
| ۱۱۰۶۵۹ | 2001 TX176  | ۱۴ اکتبر ۲۰۰۱   |
| ۱۱۰۶۶۰ | 2001 TB181  | ۱۴ اکتبر ۲۰۰۱   |
| ۱۱۰۶۶۱ | 2001 TH182  | ۱۴ اکتبر ۲۰۰۱   |
| ۱۱۰۶۶۲ | 2001 TW182  | ۱۴ اکتبر ۲۰۰۱   |
| ۱۱۰۶۶۳ | 2001 TZ182  | ۱۴ اکتبر ۲۰۰۱   |
| ۱۱۰۶۶۴ | 2001 TK183  | ۱۴ اکتبر ۲۰۰۱   |
| ۱۱۰۶۶۵ | 2001 TD187  | ۱۴ اکتبر ۲۰۰۱   |
| ۱۱۰۶۶۶ | 2001 TZ187  | ۱۴ اکتبر ۲۰۰۱   |
| ۱۱۰۶۶۷ | 2001 TT189  | ۱۴ اکتبر ۲۰۰۱   |
| ۱۱۰۶۶۸ | 2001 TV190  | ۱۴ اکتبر ۲۰۰۱   |
| ۱۱۰۶۶۹ | 2001 TP193  | ۱۵ اکتبر ۲۰۰۱   |
| ۱۱۰۶۷۰ | 2001 TQ193  | ۱۵ اکتبر ۲۰۰۱   |
| ۱۱۰۶۷۱ | 2001 TP194  | ۱۵ اکتبر ۲۰۰۱   |
| ۱۱۰۶۷۲ | 2001 TB195  | ۱۵ اکتبر ۲۰۰۱   |
| ۱۱۰۶۷۳ | 2001 TC195  | ۱۵ اکتبر ۲۰۰۱   |
| ۱۱۰۶۷۴ | 2001 TL195  | ۱۵ اکتبر ۲۰۰۱   |
| ۱۱۰۶۷۵ | 2001 TR195  | ۱۵ اکتبر ۲۰۰۱   |
| ۱۱۰۶۷۶ | 2001 TC196  | ۱۲ اکتبر ۲۰۰۱   |
| ۱۱۰۶۷۷ | 2001 TQ196  | ۱۴ اکتبر ۲۰۰۱   |
| ۱۱۰۶۷۸ | 2001 TY196  | ۱۵ اکتبر ۲۰۰۱   |
| ۱۱۰۶۷۹ | 2001 TN198  | ۱۱ اکتبر ۲۰۰۱   |
| ۱۱۰۶۸۰ | 2001 TB199  | ۱۱ اکتبر ۲۰۰۱   |
| ۱۱۰۶۸۱ | 2001 TY200  | ۱۱ اکتبر ۲۰۰۱   |
| ۱۱۰۶۸۲ | 2001 TQ201  | ۱۱ اکتبر ۲۰۰۱   |
| ۱۱۰۶۸۳ | 2001 TD202  | ۱۱ اکتبر ۲۰۰۱   |
| ۱۱۰۶۸۴ | 2001 TM202  | ۱۱ اکتبر ۲۰۰۱   |
| ۱۱۰۶۸۵ | 2001 TC203  | ۱۱ اکتبر ۲۰۰۱   |
| ۱۱۰۶۸۶ | 2001 TM204  | ۱۱ اکتبر ۲۰۰۱   |
| ۱۱۰۶۸۷ | 2001 TX204  | ۱۱ اکتبر ۲۰۰۱   |
| ۱۱۰۶۸۸ | 2001 TA205  | ۱۱ اکتبر ۲۰۰۱   |
| ۱۱۰۶۸۹ | 2001 TV205  | ۱۱ اکتبر ۲۰۰۱   |
| ۱۱۰۶۹۰ | 2001 TD206  | ۱۱ اکتبر ۲۰۰۱   |
| ۱۱۰۶۹۱ | 2001 TH206  | ۱۱ اکتبر ۲۰۰۱   |
| ۱۱۰۶۹۲ | 2001 TN208  | ۱۱ اکتبر ۲۰۰۱   |
| ۱۱۰۶۹۳ | 2001 TJ209  | ۱۲ اکتبر ۲۰۰۱   |
| ۱۱۰۶۹۴ | 2001 TD211  | ۱۳ اکتبر ۲۰۰۱   |
| ۱۱۰۶۹۵ | 2001 TN211  | ۱۳ اکتبر ۲۰۰۱   |
| ۱۱۰۶۹۶ | 2001 TP212  | ۱۳ اکتبر ۲۰۰۱   |
| ۱۱۰۶۹۷ | 2001 TO213  | ۱۳ اکتبر ۲۰۰۱   |
| ۱۱۰۶۹۸ | 2001 TA214  | ۱۳ اکتبر ۲۰۰۱   |
| ۱۱۰۶۹۹ | 2001 TF214  | ۱۳ اکتبر ۲۰۰۱   |
| ۱۱۰۷۰۰ | 2001 TZ215  | ۱۳ اکتبر ۲۰۰۱   |
| ۱۱۰۷۰۱ | 2001 TQ216  | ۱۳ اکتبر ۲۰۰۱   |
| ۱۱۰۷۰۲ | 2001 TR216  | ۱۳ اکتبر ۲۰۰۱   |
| ۱۱۰۷۰۳ | 2001 TF217  | ۱۳ اکتبر ۲۰۰۱   |
| ۱۱۰۷۰۴ | 2001 TM218  | ۱۴ اکتبر ۲۰۰۱   |
| ۱۱۰۷۰۵ | 2001 TP218  | ۱۴ اکتبر ۲۰۰۱   |
| ۱۱۰۷۰۶ | 2001 TF221  | ۱۴ اکتبر ۲۰۰۱   |
| ۱۱۰۷۰۷ | 2001 TV221  | ۱۴ اکتبر ۲۰۰۱   |
| ۱۱۰۷۰۸ | 2001 TG225  | ۱۴ اکتبر ۲۰۰۱   |
| ۱۱۰۷۰۹ | 2001 TK226  | ۱۴ اکتبر ۲۰۰۱   |
| ۱۱۰۷۱۰ | 2001 TL227  | ۱۵ اکتبر ۲۰۰۱   |
| ۱۱۰۷۱۱ | 2001 TX227  | ۱۵ اکتبر ۲۰۰۱   |
| ۱۱۰۷۱۲ | 2001 TF229  | ۱۵ اکتبر ۲۰۰۱   |
| ۱۱۰۷۱۳ | 2001 TH229  | ۱۵ اکتبر ۲۰۰۱   |
| ۱۱۰۷۱۴ | 2001 TQ229  | ۱۵ اکتبر ۲۰۰۱   |
| ۱۱۰۷۱۵ | 2001 TV229  | ۱۵ اکتبر ۲۰۰۱   |
| ۱۱۰۷۱۶ | 2001 TW230  | ۱۵ اکتبر ۲۰۰۱   |
| ۱۱۰۷۱۷ | 2001 TX230  | ۱۵ اکتبر ۲۰۰۱   |
| ۱۱۰۷۱۸ | 2001 TA231  | ۱۵ اکتبر ۲۰۰۱   |
| ۱۱۰۷۱۹ | 2001 TB231  | ۱۵ اکتبر ۲۰۰۱   |
| ۱۱۰۷۲۰ | 2001 TK231  | ۱۵ اکتبر ۲۰۰۱   |
| ۱۱۰۷۲۱ | 2001 TL231  | ۱۵ اکتبر ۲۰۰۱   |
| ۱۱۰۷۲۲ | 2001 TG232  | ۱۵ اکتبر ۲۰۰۱   |
| ۱۱۰۷۲۳ | 2001 TP232  | ۱۵ اکتبر ۲۰۰۱   |
| ۱۱۰۷۲۴ | 2001 TN233  | ۱۵ اکتبر ۲۰۰۱   |
| ۱۱۰۷۲۵ | 2001 TF234  | ۱۵ اکتبر ۲۰۰۱   |
| ۱۱۰۷۲۶ | 2001 TM234  | ۱۵ اکتبر ۲۰۰۱   |
| ۱۱۰۷۲۷ | 2001 TR235  | ۱۵ اکتبر ۲۰۰۱   |
| ۱۱۰۷۲۸ | 2001 TF236  | ۱۵ اکتبر ۲۰۰۱   |
| ۱۱۰۷۲۹ | 2001 TN236  | ۱۵ اکتبر ۲۰۰۱   |
| ۱۱۰۷۳۰ | 2001 TP236  | ۷ اکتبر ۲۰۰۱    |
| ۱۱۰۷۳۱ | 2001 TY237  | ۱۱ اکتبر ۲۰۰۱   |
| ۱۱۰۷۳۲ | 2001 TF238  | ۱۵ اکتبر ۲۰۰۱   |
| ۱۱۰۷۳۳ | 2001 TK238  | ۱۵ اکتبر ۲۰۰۱   |
| ۱۱۰۷۳۴ | 2001 TY238  | ۱۵ اکتبر ۲۰۰۱   |
| ۱۱۰۷۳۵ | 2001 TJ239  | ۱۵ اکتبر ۲۰۰۱   |
| ۱۱۰۷۳۶ | 2001 TO239  | ۱۵ اکتبر ۲۰۰۱   |
| ۱۱۰۷۳۷ | 2001 TM240  | ۱۴ اکتبر ۲۰۰۱   |
| ۱۱۰۷۳۸ | 2001 TV241  | ۱۳ اکتبر ۲۰۰۱   |
| ۱۱۰۷۳۹ | 2001 TX241  | ۱۴ اکتبر ۲۰۰۱   |
| ۱۱۰۷۳۹ | 2001 UF     | ۱۷ اکتبر ۲۰۰۱   |
| ۱۱۰۷۴۱ | 2001 UA1    | ۱۶ اکتبر ۲۰۰۱   |
| ۱۱۰۷۴۲ | Tetuokudo   | ۱۸ اکتبر ۲۰۰۱   |
| ۱۱۰۷۴۳ | Hirobumi    | ۱۸ اکتبر ۲۰۰۱   |
| ۱۱۰۷۴۴ | 2001 UB3    | ۱۶ اکتبر ۲۰۰۱   |
| ۱۱۰۷۴۵ | 2001 UQ5    | ۲۱ اکتبر ۲۰۰۱   |
| ۱۱۰۷۴۶ | 2001 UL7    | ۱۷ اکتبر ۲۰۰۱   |
| ۱۱۰۷۴۷ | 2001 UX7    | ۱۷ اکتبر ۲۰۰۱   |
| ۱۱۰۷۴۸ | 2001 UJ8    | ۱۷ اکتبر ۲۰۰۱   |
| ۱۱۰۷۴۹ | 2001 UN8    | ۱۷ اکتبر ۲۰۰۱   |
| ۱۱۰۷۵۰ | 2001 UK9    | ۱۷ اکتبر ۲۰۰۱   |
| ۱۱۰۷۵۱ | 2001 UH12   | ۲۴ اکتبر ۲۰۰۱   |
| ۱۱۰۷۵۲ | 2001 UT12   | ۲۴ اکتبر ۲۰۰۱   |
| ۱۱۰۷۵۳ | 2001 UW12   | ۲۴ اکتبر ۲۰۰۱   |
| ۱۱۰۷۵۴ | 2001 UB13   | ۲۴ اکتبر ۲۰۰۱   |
| ۱۱۰۷۵۵ | 2001 UT13   | ۲۴ اکتبر ۲۰۰۱   |
| ۱۱۰۷۵۶ | 2001 UN15   | ۲۵ اکتبر ۲۰۰۱   |
| ۱۱۰۷۵۷ | 2001 UA16   | ۲۵ اکتبر ۲۰۰۱   |
| ۱۱۰۷۵۸ | 2001 UF17   | ۲۳ اکتبر ۲۰۰۱   |
| ۱۱۰۷۵۹ | 2001 UR18   | ۱۶ اکتبر ۲۰۰۱   |
| ۱۱۰۷۶۰ | 2001 UH19   | ۱۶ اکتبر ۲۰۰۱   |
| ۱۱۰۷۶۱ | 2001 UM19   | ۱۶ اکتبر ۲۰۰۱   |
| ۱۱۰۷۶۲ | 2001 UP19   | ۱۶ اکتبر ۲۰۰۱   |
| ۱۱۰۷۶۳ | 2001 UL22   | ۱۷ اکتبر ۲۰۰۱   |
| ۱۱۰۷۶۴ | 2001 UV22   | ۱۸ اکتبر ۲۰۰۱   |
| ۱۱۰۷۶۵ | 2001 UK23   | ۱۸ اکتبر ۲۰۰۱   |
| ۱۱۰۷۶۶ | 2001 UM23   | ۱۸ اکتبر ۲۰۰۱   |
| ۱۱۰۷۶۷ | 2001 UB25   | ۱۸ اکتبر ۲۰۰۱   |
| ۱۱۰۷۶۸ | 2001 UH26   | ۱۸ اکتبر ۲۰۰۱   |
| ۱۱۰۷۶۹ | 2001 UJ26   | ۱۸ اکتبر ۲۰۰۱   |
| ۱۱۰۷۷۰ | 2001 UC27   | ۱۶ اکتبر ۲۰۰۱   |
| ۱۱۰۷۷۱ | 2001 UQ27   | ۲۳ اکتبر ۲۰۰۱   |
| ۱۱۰۷۷۲ | 2001 UY27   | ۱۶ اکتبر ۲۰۰۱   |
| ۱۱۰۷۷۳ | 2001 UT28   | ۱۶ اکتبر ۲۰۰۱   |
| ۱۱۰۷۷۴ | 2001 UT29   | ۱۶ اکتبر ۲۰۰۱   |
| ۱۱۰۷۷۵ | 2001 UU29   | ۱۶ اکتبر ۲۰۰۱   |
| ۱۱۰۷۷۶ | 2001 UY29   | ۱۶ اکتبر ۲۰۰۱   |
| ۱۱۰۷۷۷ | 2001 UZ29   | ۱۶ اکتبر ۲۰۰۱   |
| ۱۱۰۷۷۸ | 2001 UE30   | ۱۶ اکتبر ۲۰۰۱   |
| ۱۱۰۷۷۹ | 2001 UG30   | ۱۶ اکتبر ۲۰۰۱   |
| ۱۱۰۷۸۰ | 2001 UZ30   | ۱۶ اکتبر ۲۰۰۱   |
| ۱۱۰۷۸۱ | 2001 UW31   | ۱۶ اکتبر ۲۰۰۱   |
| ۱۱۰۷۸۲ | 2001 UC32   | ۱۶ اکتبر ۲۰۰۱   |
| ۱۱۰۷۸۳ | 2001 UO32   | ۱۶ اکتبر ۲۰۰۱   |
| ۱۱۰۷۸۴ | 2001 UL33   | ۱۶ اکتبر ۲۰۰۱   |
| ۱۱۰۷۸۵ | 2001 UU33   | ۱۶ اکتبر ۲۰۰۱   |
| ۱۱۰۷۸۶ | 2001 UB34   | ۱۶ اکتبر ۲۰۰۱   |
| ۱۱۰۷۸۷ | 2001 UP34   | ۱۶ اکتبر ۲۰۰۱   |
| ۱۱۰۷۸۸ | 2001 UW34   | ۱۶ اکتبر ۲۰۰۱   |
| ۱۱۰۷۸۹ | 2001 UO35   | ۱۶ اکتبر ۲۰۰۱   |
| ۱۱۰۷۹۰ | 2001 UV35   | ۱۶ اکتبر ۲۰۰۱   |
| ۱۱۰۷۹۱ | 2001 UY35   | ۱۶ اکتبر ۲۰۰۱   |
| ۱۱۰۷۹۲ | 2001 UJ36   | ۱۶ اکتبر ۲۰۰۱   |
| ۱۱۰۷۹۳ | 2001 UZ36   | ۱۶ اکتبر ۲۰۰۱   |
| ۱۱۰۷۹۴ | 2001 UF37   | ۱۶ اکتبر ۲۰۰۱   |
| ۱۱۰۷۹۵ | 2001 UN37   | ۱۷ اکتبر ۲۰۰۱   |
| ۱۱۰۷۹۶ | 2001 UW37   | ۱۷ اکتبر ۲۰۰۱   |
| ۱۱۰۷۹۷ | 2001 UV38   | ۱۷ اکتبر ۲۰۰۱   |
| ۱۱۰۷۹۸ | 2001 UZ38   | ۱۷ اکتبر ۲۰۰۱   |
| ۱۱۰۷۹۹ | 2001 UF40   | ۱۷ اکتبر ۲۰۰۱   |
| ۱۱۰۸۰۰ | 2001 UZ40   | ۱۷ اکتبر ۲۰۰۱   |
| ۱۱۰۸۰۱ | 2001 UK41   | ۱۷ اکتبر ۲۰۰۱   |
| ۱۱۰۸۰۲ | 2001 UQ41   | ۱۷ اکتبر ۲۰۰۱   |
| ۱۱۰۸۰۳ | 2001 UR41   | ۱۷ اکتبر ۲۰۰۱   |
| ۱۱۰۸۰۴ | 2001 US41   | ۱۷ اکتبر ۲۰۰۱   |
| ۱۱۰۸۰۵ | 2001 UC42   | ۱۷ اکتبر ۲۰۰۱   |
| ۱۱۰۸۰۶ | 2001 UY43   | ۱۷ اکتبر ۲۰۰۱   |
| ۱۱۰۸۰۷ | 2001 UC45   | ۱۷ اکتبر ۲۰۰۱   |
| ۱۱۰۸۰۸ | 2001 UE46   | ۱۷ اکتبر ۲۰۰۱   |
| ۱۱۰۸۰۹ | 2001 UL46   | ۱۷ اکتبر ۲۰۰۱   |
| ۱۱۰۸۱۰ | 2001 UC47   | ۱۷ اکتبر ۲۰۰۱   |
| ۱۱۰۸۱۱ | 2001 UD47   | ۱۷ اکتبر ۲۰۰۱   |
| ۱۱۰۸۱۲ | 2001 UR47   | ۱۷ اکتبر ۲۰۰۱   |
| ۱۱۰۸۱۳ | 2001 UV47   | ۱۷ اکتبر ۲۰۰۱   |
| ۱۱۰۸۱۴ | 2001 UA48   | ۱۷ اکتبر ۲۰۰۱   |
| ۱۱۰۸۱۵ | 2001 UC48   | ۱۷ اکتبر ۲۰۰۱   |
| ۱۱۰۸۱۶ | 2001 UM48   | ۱۷ اکتبر ۲۰۰۱   |
| ۱۱۰۸۱۷ | 2001 UP48   | ۱۷ اکتبر ۲۰۰۱   |
| ۱۱۰۸۱۸ | 2001 UR48   | ۱۷ اکتبر ۲۰۰۱   |
| ۱۱۰۸۱۹ | 2001 UW49   | ۱۷ اکتبر ۲۰۰۱   |
| ۱۱۰۸۲۰ | 2001 UC50   | ۱۷ اکتبر ۲۰۰۱   |
| ۱۱۰۸۲۱ | 2001 UA51   | ۱۷ اکتبر ۲۰۰۱   |
| ۱۱۰۸۲۲ | 2001 UN51   | ۱۷ اکتبر ۲۰۰۱   |
| ۱۱۰۸۲۳ | 2001 UO51   | ۱۷ اکتبر ۲۰۰۱   |
| ۱۱۰۸۲۴ | 2001 UO52   | ۱۷ اکتبر ۲۰۰۱   |
| ۱۱۰۸۲۵ | 2001 UX53   | ۱۷ اکتبر ۲۰۰۱   |
| ۱۱۰۸۲۶ | 2001 UN54   | ۱۸ اکتبر ۲۰۰۱   |
| ۱۱۰۸۲۷ | 2001 UO54   | ۱۸ اکتبر ۲۰۰۱   |
| ۱۱۰۸۲۸ | 2001 US54   | ۱۸ اکتبر ۲۰۰۱   |
| ۱۱۰۸۲۹ | 2001 UT54   | ۲۰ اکتبر ۲۰۰۱   |
| ۱۱۰۸۳۰ | 2001 UZ55   | ۱۷ اکتبر ۲۰۰۱   |
| ۱۱۰۸۳۱ | 2001 UO57   | ۱۷ اکتبر ۲۰۰۱   |
| ۱۱۰۸۳۲ | 2001 UA58   | ۱۷ اکتبر ۲۰۰۱   |
| ۱۱۰۸۳۳ | 2001 UB59   | ۱۷ اکتبر ۲۰۰۱   |
| ۱۱۰۸۳۴ | 2001 UF60   | ۱۷ اکتبر ۲۰۰۱   |
| ۱۱۰۸۳۵ | 2001 UA65   | ۱۸ اکتبر ۲۰۰۱   |
| ۱۱۰۸۳۶ | 2001 UH65   | ۱۸ اکتبر ۲۰۰۱   |
| ۱۱۰۸۳۷ | 2001 UW65   | ۱۸ اکتبر ۲۰۰۱   |
| ۱۱۰۸۳۸ | 2001 UK68   | ۲۰ اکتبر ۲۰۰۱   |
| ۱۱۰۸۳۹ | 2001 UR68   | ۲۰ اکتبر ۲۰۰۱   |
| ۱۱۰۸۴۰ | 2001 UZ71   | ۱۷ اکتبر ۲۰۰۱   |
| ۱۱۰۸۴۱ | 2001 UG72   | ۲۰ اکتبر ۲۰۰۱   |
| ۱۱۰۸۴۲ | 2001 UD73   | ۱۷ اکتبر ۲۰۰۱   |
| ۱۱۰۸۴۳ | 2001 UK73   | ۱۷ اکتبر ۲۰۰۱   |
| ۱۱۰۸۴۴ | 2001 UC74   | ۱۷ اکتبر ۲۰۰۱   |
| ۱۱۰۸۴۵ | 2001 UE74   | ۱۷ اکتبر ۲۰۰۱   |
| ۱۱۰۸۴۶ | 2001 UJ74   | ۱۷ اکتبر ۲۰۰۱   |
| ۱۱۰۸۴۷ | 2001 UO74   | ۱۷ اکتبر ۲۰۰۱   |
| ۱۱۰۸۴۸ | 2001 UV74   | ۱۷ اکتبر ۲۰۰۱   |
| ۱۱۰۸۴۹ | 2001 UN75   | ۱۷ اکتبر ۲۰۰۱   |
| ۱۱۰۸۵۰ | 2001 UY75   | ۱۷ اکتبر ۲۰۰۱   |
| ۱۱۰۸۵۱ | 2001 UF76   | ۱۷ اکتبر ۲۰۰۱   |
| ۱۱۰۸۵۲ | 2001 US76   | ۱۷ اکتبر ۲۰۰۱   |
| ۱۱۰۸۵۳ | 2001 UT76   | ۱۷ اکتبر ۲۰۰۱   |
| ۱۱۰۸۵۴ | 2001 UL77   | ۱۷ اکتبر ۲۰۰۱   |
| ۱۱۰۸۵۵ | 2001 UO77   | ۱۷ اکتبر ۲۰۰۱   |
| ۱۱۰۸۵۶ | 2001 UT77   | ۱۷ اکتبر ۲۰۰۱   |
| ۱۱۰۸۵۷ | 2001 UQ79   | ۲۰ اکتبر ۲۰۰۱   |
| ۱۱۰۸۵۸ | 2001 UR79   | ۲۰ اکتبر ۲۰۰۱   |
| ۱۱۰۸۵۹ | 2001 UW79   | ۲۰ اکتبر ۲۰۰۱   |
| ۱۱۰۸۶۰ | 2001 UE82   | ۲۰ اکتبر ۲۰۰۱   |
| ۱۱۰۸۶۱ | 2001 UH82   | ۲۰ اکتبر ۲۰۰۱   |
| ۱۱۰۸۶۲ | 2001 UM83   | ۲۰ اکتبر ۲۰۰۱   |
| ۱۱۰۸۶۳ | 2001 UN85   | ۱۶ اکتبر ۲۰۰۱   |
| ۱۱۰۸۶۴ | 2001 UG89   | ۲۲ اکتبر ۲۰۰۱   |
| ۱۱۰۸۶۵ | 2001 UL89   | ۲۲ اکتبر ۲۰۰۱   |
| ۱۱۰۸۶۶ | 2001 UH91   | ۲۳ اکتبر ۲۰۰۱   |
| ۱۱۰۸۶۷ | 2001 UE93   | ۱۹ اکتبر ۲۰۰۱   |
| ۱۱۰۸۶۸ | 2001 UP93   | ۱۹ اکتبر ۲۰۰۱   |
| ۱۱۰۸۶۹ | 2001 UA94   | ۱۹ اکتبر ۲۰۰۱   |
| ۱۱۰۸۷۰ | 2001 UE94   | ۱۹ اکتبر ۲۰۰۱   |
| ۱۱۰۸۷۱ | 2001 UH94   | ۱۹ اکتبر ۲۰۰۱   |
| ۱۱۰۸۷۲ | 2001 UJ94   | ۱۹ اکتبر ۲۰۰۱   |
| ۱۱۰۸۷۳ | 2001 US94   | ۱۹ اکتبر ۲۰۰۱   |
| ۱۱۰۸۷۴ | 2001 UQ96   | ۱۷ اکتبر ۲۰۰۱   |
| ۱۱۰۸۷۵ | 2001 UM97   | ۱۷ اکتبر ۲۰۰۱   |
| ۱۱۰۸۷۶ | 2001 UX98   | ۱۷ اکتبر ۲۰۰۱   |
| ۱۱۰۸۷۷ | 2001 UY98   | ۱۷ اکتبر ۲۰۰۱   |
| ۱۱۰۸۷۸ | 2001 UA99   | ۱۷ اکتبر ۲۰۰۱   |
| ۱۱۰۸۷۹ | 2001 UL99   | ۱۷ اکتبر ۲۰۰۱   |
| ۱۱۰۸۸۰ | 2001 UP101  | ۲۰ اکتبر ۲۰۰۱   |
| ۱۱۰۸۸۱ | 2001 US102  | ۲۰ اکتبر ۲۰۰۱   |
| ۱۱۰۸۸۲ | 2001 UF104  | ۲۰ اکتبر ۲۰۰۱   |
| ۱۱۰۸۸۳ | 2001 UY107  | ۲۰ اکتبر ۲۰۰۱   |
| ۱۱۰۸۸۴ | 2001 UE109  | ۲۰ اکتبر ۲۰۰۱   |
| ۱۱۰۸۸۵ | 2001 UM109  | ۲۰ اکتبر ۲۰۰۱   |
| ۱۱۰۸۸۶ | 2001 UG111  | ۲۱ اکتبر ۲۰۰۱   |
| ۱۱۰۸۸۷ | 2001 UM111  | ۲۱ اکتبر ۲۰۰۱   |
| ۱۱۰۸۸۸ | 2001 UX111  | ۲۱ اکتبر ۲۰۰۱   |
| ۱۱۰۸۸۹ | 2001 UA112  | ۲۱ اکتبر ۲۰۰۱   |
| ۱۱۰۸۹۰ | 2001 UO112  | ۲۱ اکتبر ۲۰۰۱   |
| ۱۱۰۸۹۱ | 2001 UD113  | ۲۱ اکتبر ۲۰۰۱   |
| ۱۱۰۸۹۲ | 2001 UP113  | ۲۲ اکتبر ۲۰۰۱   |
| ۱۱۰۸۹۳ | 2001 UY113  | ۲۲ اکتبر ۲۰۰۱   |
| ۱۱۰۸۹۴ | 2001 UP114  | ۲۲ اکتبر ۲۰۰۱   |
| ۱۱۰۸۹۵ | 2001 US115  | ۲۲ اکتبر ۲۰۰۱   |
| ۱۱۰۸۹۶ | 2001 UT115  | ۲۲ اکتبر ۲۰۰۱   |
| ۱۱۰۸۹۷ | 2001 UG116  | ۲۲ اکتبر ۲۰۰۱   |
| ۱۱۰۸۹۸ | 2001 UK116  | ۲۲ اکتبر ۲۰۰۱   |
| ۱۱۰۸۹۹ | 2001 UE117  | ۲۲ اکتبر ۲۰۰۱   |
| ۱۱۰۹۰۰ | 2001 UJ117  | ۲۲ اکتبر ۲۰۰۱   |
| ۱۱۰۹۰۱ | 2001 UB120  | ۲۲ اکتبر ۲۰۰۱   |
| ۱۱۰۹۰۲ | 2001 UN120  | ۲۲ اکتبر ۲۰۰۱   |
| ۱۱۰۹۰۳ | 2001 UE121  | ۲۲ اکتبر ۲۰۰۱   |
| ۱۱۰۹۰۴ | 2001 US121  | ۲۲ اکتبر ۲۰۰۱   |
| ۱۱۰۹۰۵ | 2001 UZ121  | ۲۲ اکتبر ۲۰۰۱   |
| ۱۱۰۹۰۶ | 2001 UO122  | ۲۲ اکتبر ۲۰۰۱   |
| ۱۱۰۹۰۷ | 2001 UX122  | ۲۲ اکتبر ۲۰۰۱   |
| ۱۱۰۹۰۸ | 2001 UR123  | ۲۲ اکتبر ۲۰۰۱   |
| ۱۱۰۹۰۹ | 2001 UZ123  | ۲۲ اکتبر ۲۰۰۱   |
| ۱۱۰۹۱۰ | 2001 UC125  | ۲۲ اکتبر ۲۰۰۱   |
| ۱۱۰۹۱۱ | 2001 UM125  | ۲۲ اکتبر ۲۰۰۱   |
| ۱۱۰۹۱۲ | 2001 UB126  | ۲۳ اکتبر ۲۰۰۱   |
| ۱۱۰۹۱۳ | 2001 UF126  | ۲۳ اکتبر ۲۰۰۱   |
| ۱۱۰۹۱۴ | 2001 UV127  | ۱۷ اکتبر ۲۰۰۱   |
| ۱۱۰۹۱۵ | 2001 UE131  | ۲۰ اکتبر ۲۰۰۱   |
| ۱۱۰۹۱۶ | 2001 UX133  | ۲۱ اکتبر ۲۰۰۱   |
| ۱۱۰۹۱۷ | 2001 UH135  | ۲۲ اکتبر ۲۰۰۱   |
| ۱۱۰۹۱۸ | 2001 UP135  | ۲۲ اکتبر ۲۰۰۱   |
| ۱۱۰۹۱۹ | 2001 UF140  | ۲۳ اکتبر ۲۰۰۱   |
| ۱۱۰۹۲۰ | 2001 UC141  | ۲۳ اکتبر ۲۰۰۱   |
| ۱۱۰۹۲۱ | 2001 UX141  | ۲۳ اکتبر ۲۰۰۱   |
| ۱۱۰۹۲۲ | 2001 UZ142  | ۲۳ اکتبر ۲۰۰۱   |
| ۱۱۰۹۲۳ | 2001 UQ144  | ۲۳ اکتبر ۲۰۰۱   |
| ۱۱۰۹۲۴ | 2001 UV144  | ۲۳ اکتبر ۲۰۰۱   |
| ۱۱۰۹۲۵ | 2001 UN145  | ۲۳ اکتبر ۲۰۰۱   |
| ۱۱۰۹۲۶ | 2001 UY145  | ۲۳ اکتبر ۲۰۰۱   |
| ۱۱۰۹۲۷ | 2001 UB146  | ۲۳ اکتبر ۲۰۰۱   |
| ۱۱۰۹۲۸ | 2001 UE146  | ۲۳ اکتبر ۲۰۰۱   |
| ۱۱۰۹۲۹ | 2001 UC147  | ۲۳ اکتبر ۲۰۰۱   |
| ۱۱۰۹۳۰ | 2001 UQ147  | ۲۳ اکتبر ۲۰۰۱   |
| ۱۱۰۹۳۱ | 2001 UT149  | ۲۳ اکتبر ۲۰۰۱   |
| ۱۱۰۹۳۲ | 2001 UC151  | ۲۳ اکتبر ۲۰۰۱   |
| ۱۱۰۹۳۳ | 2001 UC152  | ۲۳ اکتبر ۲۰۰۱   |
| ۱۱۰۹۳۴ | 2001 UR152  | ۲۳ اکتبر ۲۰۰۱   |
| ۱۱۰۹۳۵ | 2001 UU152  | ۲۳ اکتبر ۲۰۰۱   |
| ۱۱۰۹۳۶ | 2001 UX152  | ۲۳ اکتبر ۲۰۰۱   |
| ۱۱۰۹۳۷ | 2001 UF153  | ۲۳ اکتبر ۲۰۰۱   |
| ۱۱۰۹۳۸ | 2001 UK153  | ۲۳ اکتبر ۲۰۰۱   |
| ۱۱۰۹۳۹ | 2001 UT153  | ۲۳ اکتبر ۲۰۰۱   |
| ۱۱۰۹۴۰ | 2001 UV153  | ۲۳ اکتبر ۲۰۰۱   |
| ۱۱۰۹۴۱ | 2001 UE154  | ۲۳ اکتبر ۲۰۰۱   |
| ۱۱۰۹۴۲ | 2001 UU154  | ۲۳ اکتبر ۲۰۰۱   |
| ۱۱۰۹۴۳ | 2001 UC155  | ۲۳ اکتبر ۲۰۰۱   |
| ۱۱۰۹۴۴ | 2001 UJ155  | ۲۳ اکتبر ۲۰۰۱   |
| ۱۱۰۹۴۵ | 2001 UQ155  | ۲۳ اکتبر ۲۰۰۱   |
| ۱۱۰۹۴۶ | 2001 UR155  | ۲۳ اکتبر ۲۰۰۱   |
| ۱۱۰۹۴۷ | 2001 UW155  | ۲۳ اکتبر ۲۰۰۱   |
| ۱۱۰۹۴۸ | 2001 UY155  | ۲۳ اکتبر ۲۰۰۱   |
| ۱۱۰۹۴۹ | 2001 UJ156  | ۲۳ اکتبر ۲۰۰۱   |
| ۱۱۰۹۵۰ | 2001 US158  | ۲۳ اکتبر ۲۰۰۱   |
| ۱۱۰۹۵۱ | 2001 UE160  | ۲۳ اکتبر ۲۰۰۱   |
| ۱۱۰۹۵۲ | 2001 UV160  | ۲۳ اکتبر ۲۰۰۱   |
| ۱۱۰۹۵۳ | 2001 UA162  | ۲۳ اکتبر ۲۰۰۱   |
| ۱۱۰۹۵۴ | 2001 UT163  | ۱۷ اکتبر ۲۰۰۱   |
| ۱۱۰۹۵۵ | 2001 UV164  | ۲۳ اکتبر ۲۰۰۱   |
| ۱۱۰۹۵۶ | 2001 UW164  | ۲۳ اکتبر ۲۰۰۱   |
| ۱۱۰۹۵۷ | 2001 UG165  | ۲۳ اکتبر ۲۰۰۱   |
| ۱۱۰۹۵۸ | 2001 UH167  | ۱۹ اکتبر ۲۰۰۱   |
| ۱۱۰۹۵۹ | 2001 UT167  | ۱۹ اکتبر ۲۰۰۱   |
| ۱۱۰۹۶۰ | 2001 UC168  | ۱۹ اکتبر ۲۰۰۱   |
| ۱۱۰۹۶۱ | 2001 UW168  | ۱۹ اکتبر ۲۰۰۱   |
| ۱۱۰۹۶۲ | 2001 UH169  | ۱۹ اکتبر ۲۰۰۱   |
| ۱۱۰۹۶۳ | 2001 UK170  | ۲۱ اکتبر ۲۰۰۱   |
| ۱۱۰۹۶۴ | 2001 UW170  | ۲۱ اکتبر ۲۰۰۱   |
| ۱۱۰۹۶۵ | 2001 UX170  | ۲۱ اکتبر ۲۰۰۱   |
| ۱۱۰۹۶۶ | 2001 UO171  | ۲۳ اکتبر ۲۰۰۱   |
| ۱۱۰۹۶۷ | 2001 UZ171  | ۱۸ اکتبر ۲۰۰۱   |
| ۱۱۰۹۶۸ | 2001 UZ172  | ۱۸ اکتبر ۲۰۰۱   |
| ۱۱۰۹۶۹ | 2001 UE177  | ۲۱ اکتبر ۲۰۰۱   |
| ۱۱۰۹۷۰ | 2001 UK177  | ۲۱ اکتبر ۲۰۰۱   |
| ۱۱۰۹۷۱ | 2001 UM177  | ۲۱ اکتبر ۲۰۰۱   |
| ۱۱۰۹۷۲ | 2001 UF178  | ۲۳ اکتبر ۲۰۰۱   |
| ۱۱۰۹۷۳ | 2001 UJ178  | ۲۳ اکتبر ۲۰۰۱   |
| ۱۱۰۹۷۴ | 2001 UP179  | ۲۶ اکتبر ۲۰۰۱   |
| ۱۱۰۹۷۵ | 2001 UU179  | ۲۶ اکتبر ۲۰۰۱   |
| ۱۱۰۹۷۶ | 2001 UJ182  | ۱۶ اکتبر ۲۰۰۱   |
| ۱۱۰۹۷۷ | 2001 UK183  | ۱۶ اکتبر ۲۰۰۱   |
| ۱۱۰۹۷۸ | 2001 UB184  | ۱۶ اکتبر ۲۰۰۱   |
| ۱۱۰۹۷۹ | 2001 UL187  | ۱۷ اکتبر ۲۰۰۱   |
| ۱۱۰۹۸۰ | 2001 UW187  | ۱۷ اکتبر ۲۰۰۱   |
| ۱۱۰۹۸۱ | 2001 UN188  | ۱۷ اکتبر ۲۰۰۱   |
| ۱۱۰۹۸۲ | 2001 UA189  | ۱۸ اکتبر ۲۰۰۱   |
| ۱۱۰۹۸۳ | 2001 UF189  | ۱۸ اکتبر ۲۰۰۱   |
| ۱۱۰۹۸۴ | 2001 UV189  | ۱۸ اکتبر ۲۰۰۱   |
| ۱۱۰۹۸۵ | 2001 UV191  | ۱۸ اکتبر ۲۰۰۱   |
| ۱۱۰۹۸۶ | 2001 UE192  | ۱۸ اکتبر ۲۰۰۱   |
| ۱۱۰۹۸۷ | 2001 UT192  | ۱۸ اکتبر ۲۰۰۱   |
| ۱۱۰۹۸۸ | 2001 UJ193  | ۱۸ اکتبر ۲۰۰۱   |
| ۱۱۰۹۸۹ | 2001 US197  | ۱۹ اکتبر ۲۰۰۱   |
| ۱۱۰۹۹۰ | 2001 UH202  | ۱۹ اکتبر ۲۰۰۱   |
| ۱۱۰۹۹۱ | 2001 UG204  | ۱۹ اکتبر ۲۰۰۱   |
| ۱۱۰۹۹۲ | 2001 UJ204  | ۱۹ اکتبر ۲۰۰۱   |
| ۱۱۰۹۹۳ | 2001 UO205  | ۱۹ اکتبر ۲۰۰۱   |
| ۱۱۰۹۹۴ | 2001 UC213  | ۲۲ اکتبر ۲۰۰۱   |
| ۱۱۰۹۹۵ | 2001 UD213  | ۲۲ اکتبر ۲۰۰۱   |
| ۱۱۰۹۹۶ | 2001 UE213  | ۲۳ اکتبر ۲۰۰۱   |
| ۱۱۰۹۹۷ | 2001 UT216  | ۲۴ اکتبر ۲۰۰۱   |
| ۱۱۰۹۹۸ | 2001 UF219  | ۲۰ اکتبر ۲۰۰۱   |
| ۱۱۰۹۹۹ | 2001 UO219  | ۱۶ اکتبر ۲۰۰۱   |
| ۱۱۱۰۰۰ | 2001 UT219  | ۱۷ اکتبر ۲۰۰۱   |